# 27. September
Der 27. September ist der 270. Tag des gregorianischen Kalenders (der 271. in Schaltjahren), somit bleiben 95 Tage bis zum Jahresende.

## Ereignisse

### Politik und Weltgeschehen
- 1331: Die Schlacht bei Płowce zwischen den Heeren Polens und des Deutschen Ordens endet ohne Sieger.
- 1422: Der Deutsche Orden und die polnisch-litauische Union schließen den Frieden vom Melnosee.
- 1426: Mit der Schlacht von Detern beginnen die Befreiungskriege der Ostfriesischen Häuptlinge gegen das Häuptlingsgeschlecht der tom Brok. Ein Bauernheer unter Focko Ukena besiegt ein Ritterheer unter Ocko II. tom Brok und bewahrt damit die mehr als 500 Jahre bestehende Friesische Freiheit.

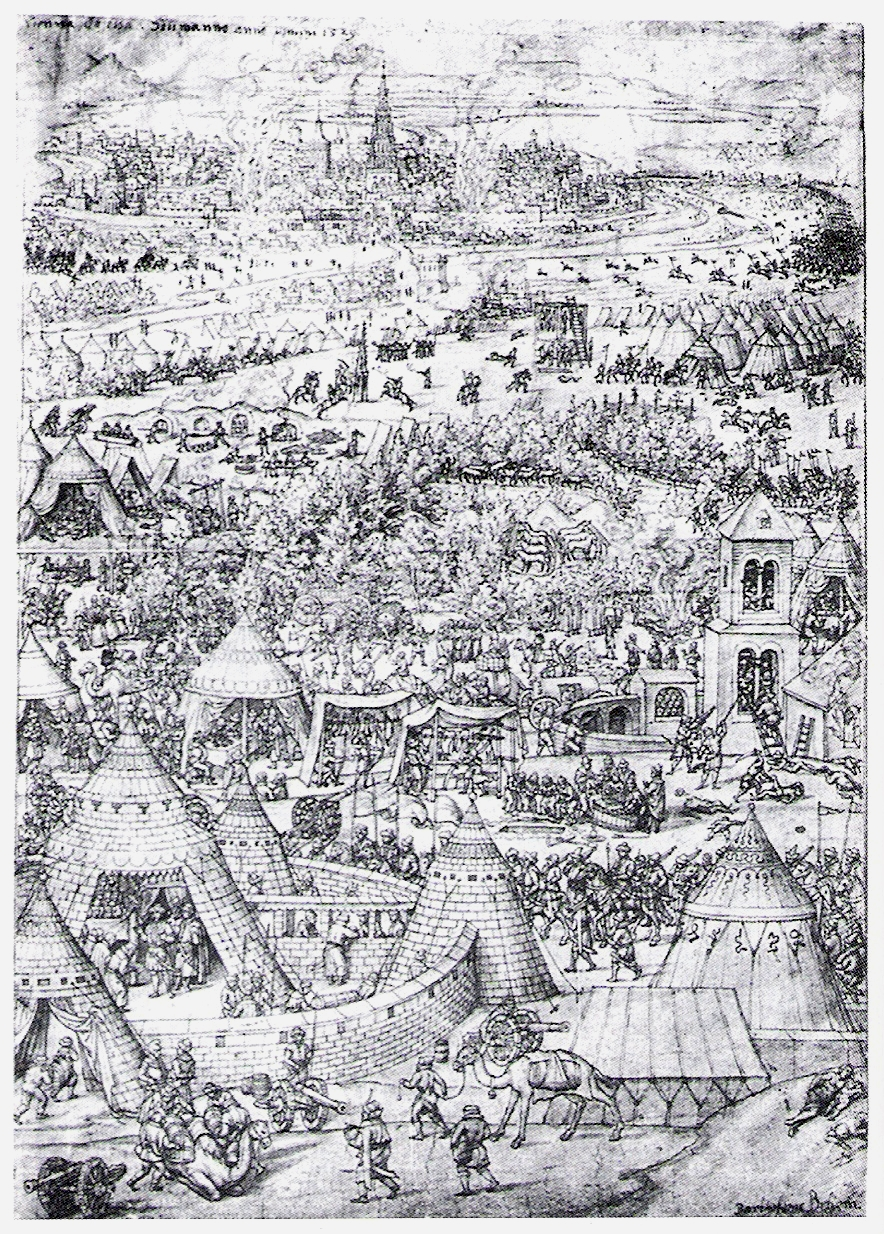
1529: Das belagerte Wien

- 1529: Die Erste Belagerung Wiens durch die Osmanen unter Süleyman I. beginnt.
- 1583: Elisabeth Plainacher wird als einziges Opfer der Hexenverfolgung in Wien auf dem Scheiterhaufen verbrannt.
- 1605: Polnische Flügelhussaren schlagen in der Schlacht bei Kirchholm eine vielfach überlegene schwedische Armee vernichtend.
- 1791: Die Französische Nationalversammlung verkündet die vollständige bürgerliche Gleichberechtigung aller französischen Juden.
- 1808: Der Erfurter Fürstenkongress beginnt, auf dem Napoleon Bonapartes Begegnung mit Zar Alexander I. im Mittelpunkt steht.
- 1810: In der Schlacht bei Buçaco verlieren die napoleonischen Invasionstruppen in Portugal gegen ein britisch-portugiesisches Heer unter dem Befehl des Duke of Wellington.
- 1865: Chile erklärt Spanien den Krieg, womit der Spanisch-Südamerikanische Krieg wieder aufflammt.

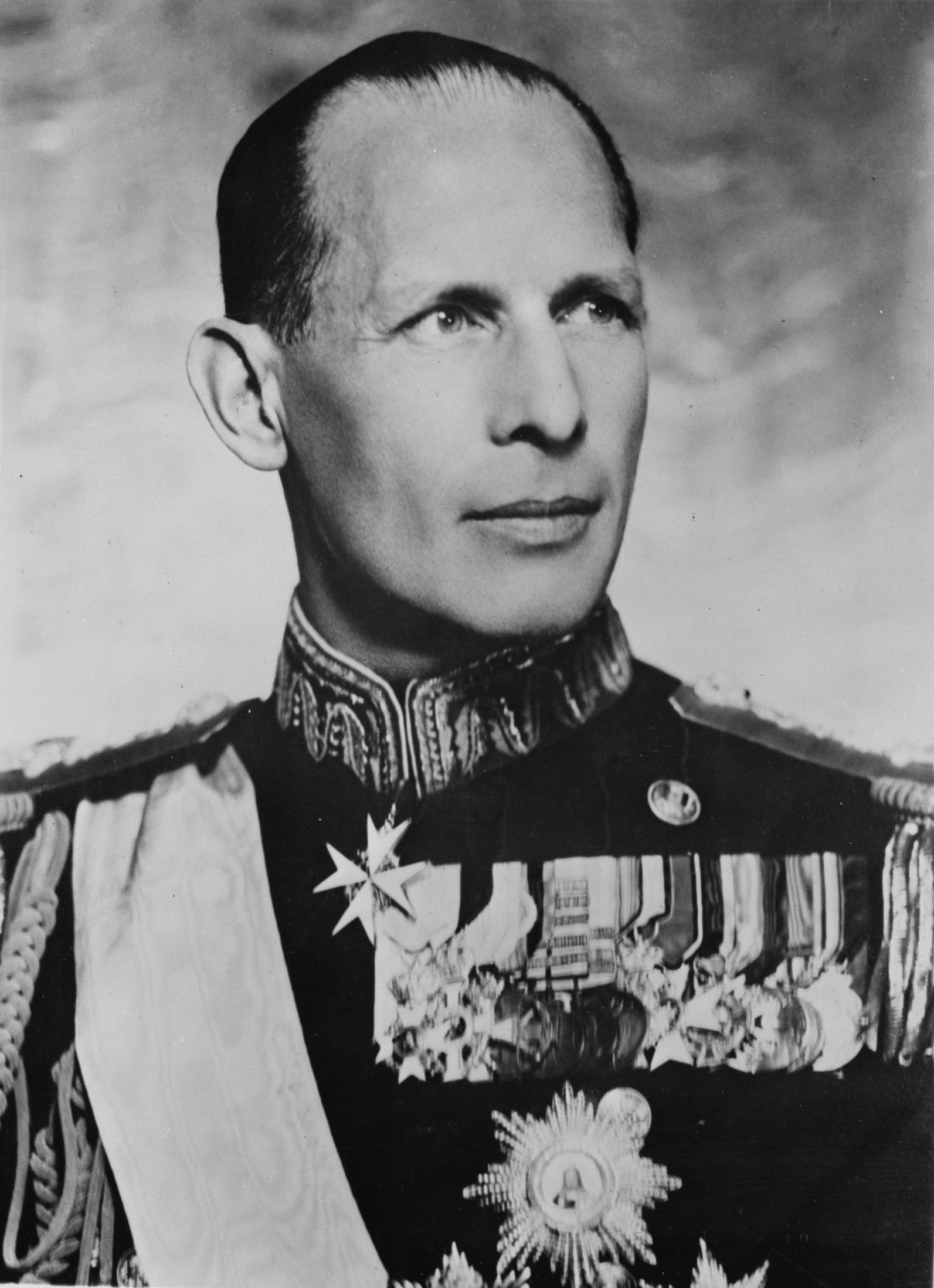
1922: Georg II. von Griechenland

- 1922: Konstantin I. dankt zum zweiten Mal als König von Griechenland ab. Sein Sohn Georg wird neuer Herrscher des Landes.
- 1938: In der Fünften Verordnung zum Reichsbürgergesetz wird während der Zeit des Nationalsozialismus jüdischen Rechtsanwälten die Zulassung ab 30. November 1938 entzogen. Das bereits restriktive Gesetz über die Zulassung zur Rechtsanwaltschaft von 1933 hatte ihnen in Deutschland noch begrenzt die Berufsausübung gestattet.
- 1939: Im Deutschen Reich wird das Reichssicherheitshauptamt geschaffen.
- 1940: Auf Initiative Adolf Hitlers wird während des Zweiten Weltkrieges der Dreimächtepakt zwischen Japan, Italien und dem Deutschen Reich geschlossen.
- 1940: Im Dritten Reich läuft die Kinderlandverschickung an.

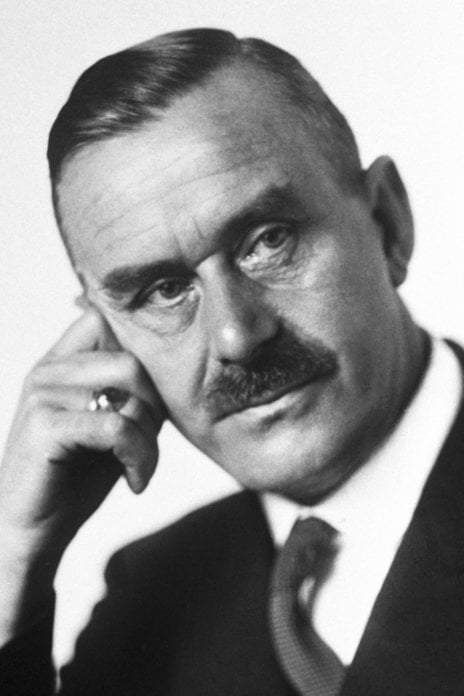
1942: Thomas Mann

- 1942: Thomas Mann spricht in der BBC-Sendung Deutsche Hörer! über den systematischen Massenmord an Juden.
- 1943: Bei den Unruhen von Belle Vue Harel im Norden von Mauritius werden vier Zuckerrohrarbeiter, darunter eine schwangere Frau und ein Kind, von Polizisten erschossen.
- 1944: Bei einem strategischen Bombenangriff amerikanischer Luftstreitkräfte, der sog. Kassel Mission kommt es zu einer größeren Luftschlacht gegen die deutsche Luftwaffe.
- 1951: Der Deutsche Bundestag verabschiedet als Antwort auf die Grotewohl-Vorschläge vom 15. September 1951 eine Wahlordnung für freie gesamtdeutsche Wahlen. Das 14 Punkte umfassende Programm schlägt vor, internationale Kontrollorganisationen zu bilden.
- 1951: In einer Regierungserklärung kündigt Bundeskanzler Konrad Adenauer Verhandlungen über ein Wiedergutmachungsabkommen mit Israel und die Rückerstattung jüdischen Eigentums an.
- 1961: In Syrien putscht die Armee, was am folgenden Tag zur Auflösung der Vereinigten Arabischen Republik mit Ägypten führt.

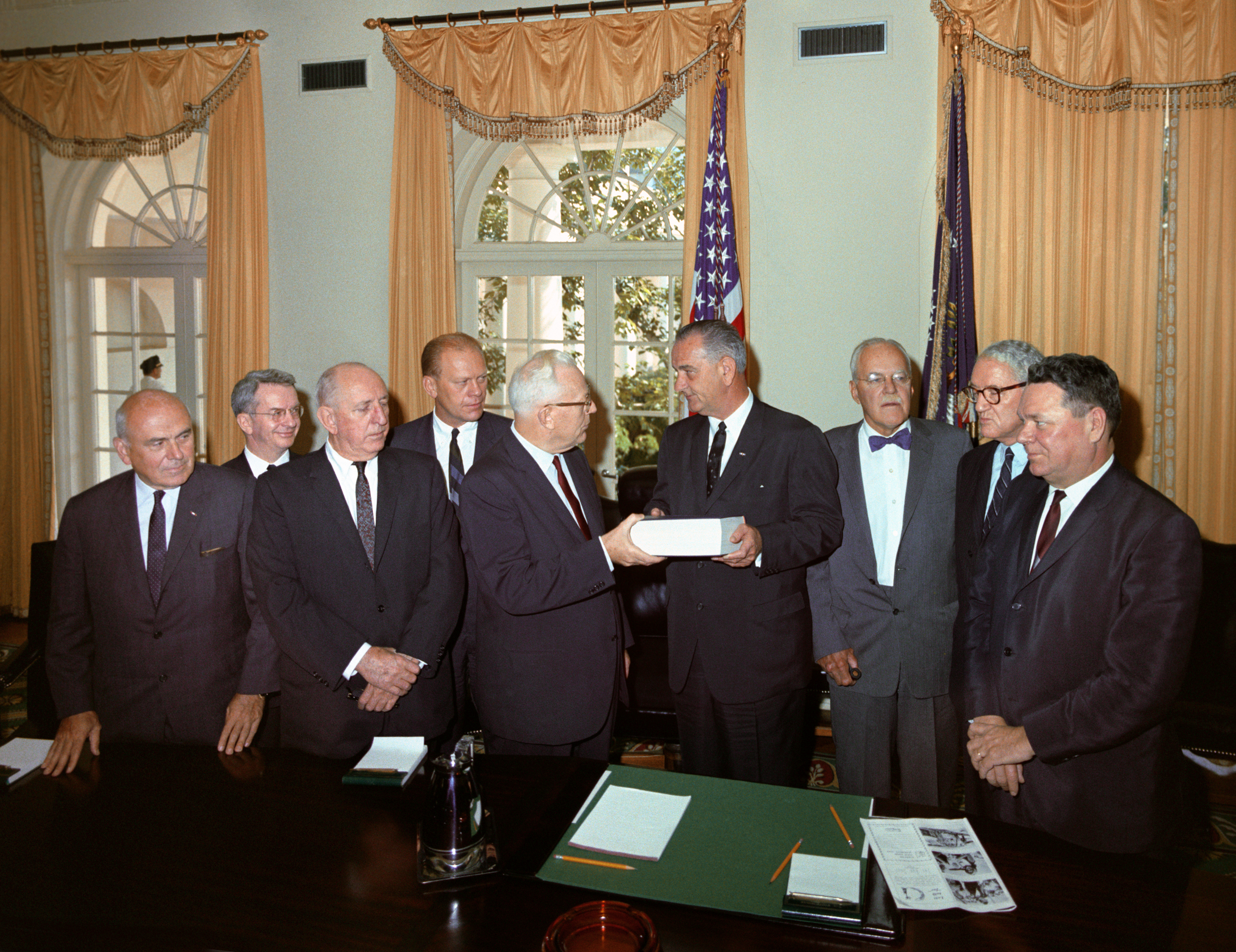
1964: Die Warren-Kommission mit Präsident Johnson

- 1964: Die Warren-Kommission veröffentlicht ihren Abschlussbericht zum Attentat auf John F. Kennedy. Das vom Richter Earl Warren geleitete Gremium kommt darin zur Auffassung der alleinigen Attentäterschaft von Lee Harvey Oswald.
- 1970: In Kairo kommt ein Waffenstillstandsvertrag zwischen König Hussein I. von Jordanien und dem Palästinenserführer Jassir Arafat zustande, der den Aufstand „Schwarzer September“ beendet.
- 1974: Die Volkskammer billigt eine Änderung der Verfassung der Deutschen Demokratischen Republik, aus der die an eine „deutsche Nation“ erinnernde Formulierung entfernt worden ist.
- 1993: Beim Massaker von Sochumi werden über 7000 georgische Zivilisten in Abchasien ermordet.
- 1996: Die Taliban erobern die afghanische Hauptstadt Kabul und ermorden den früheren Staatspräsidenten Mohammed Nadschibullāh.

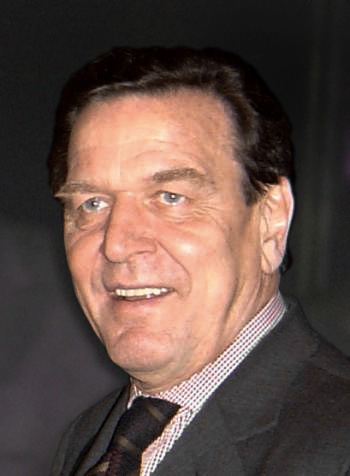
1998: Gerhard Schröder

- 1998: Bei der Wahl zum 14. Bundestag unterliegt die von Bundeskanzler Helmut Kohl geführte CDU der SPD unter Herausforderer Gerhard Schröder. Schröder wird in der Folge neuer deutscher Bundeskanzler einer rot-grünen Regierung.
- 1998: In Schleswig-Holstein wird per Volksentscheid die Beibehaltung der bisherigen Rechtschreibung beschlossen. Knapp ein Jahr später beschließt der Landtag, doch die Rechtschreibreform umzusetzen.
- 2001: Bei einem Anschlag im Kantonsparlament von Zug (Schweiz) tötet ein Attentäter 14 Politiker.
- 2001: Zur Verhinderung eines Bürgerkriegs greifen NATO-Truppen mit der Operation Amber Fox in Mazedonien ein.
- 2009: Angela Merkel gewinnt die 17. Bundestagswahl gegen Frank-Walter Steinmeier und wird Bundeskanzlerin einer schwarz-gelben Regierung.
- 2020: Beginn des Zweiter Bergkarabach-Krieg zwischen Aserbaidschan und Armenien, welcher am 10. November 2020 mit dem Sieg Aserbaidschans endete

### Wirtschaft
- 1589: Der Bau des Münchner Hofbräuhauses beginnt. Bayerns Herzog Wilhelm V. lässt eine Brauerei für den Bierbedarf des Wittelsbacher Hofes und seiner Bediensteten errichten.

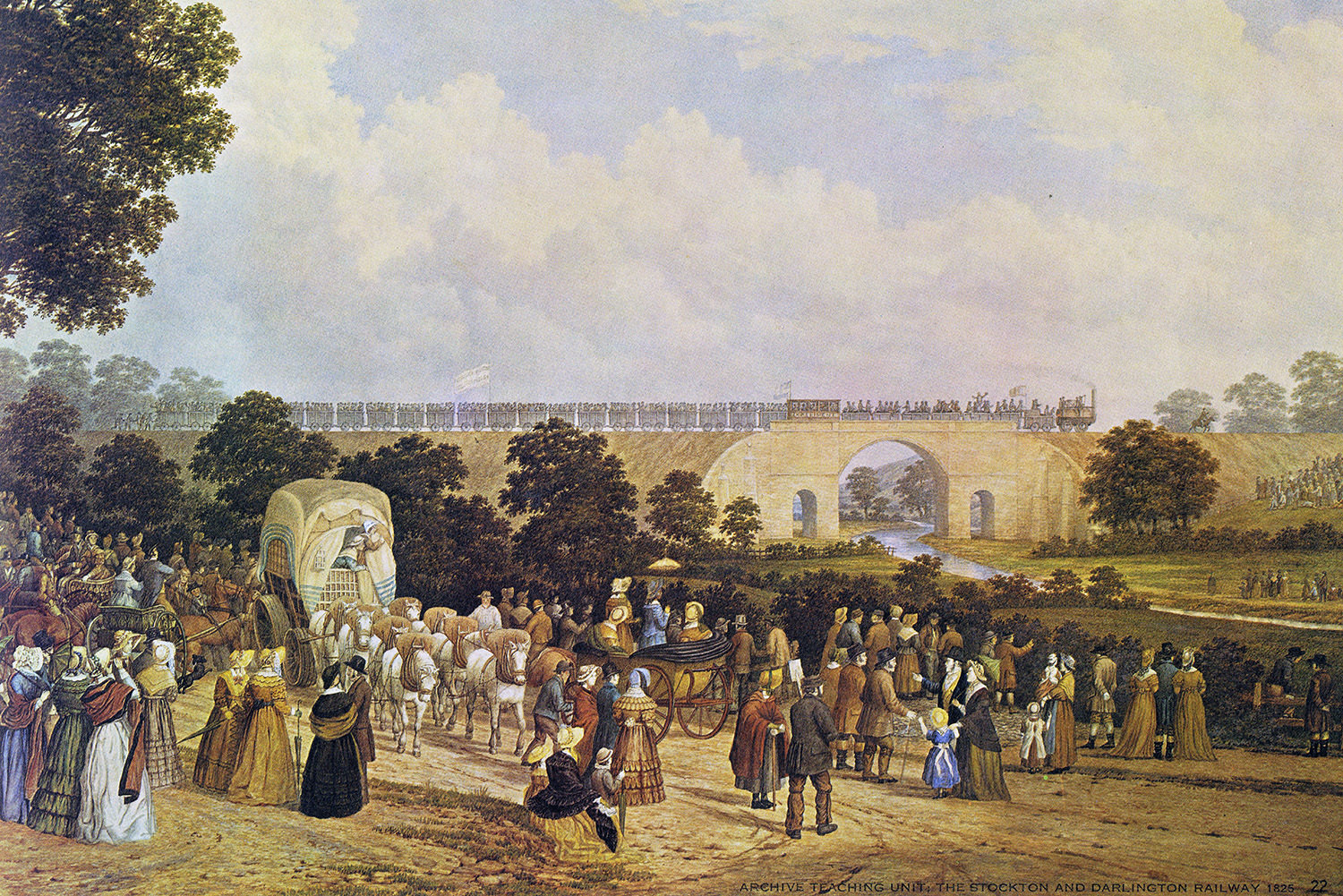
1825: Eröffnung der Stockton and Darlington Railway

- 1825: Die erste öffentliche Eisenbahn der Welt zwischen Stockton und Darlington, Großbritannien, wird mit der Fahrt von George Stephensons Lokomotive Nr. 1 eingeweiht.
- 1896: Der österreichische Kaiser Franz Joseph I. eröffnet feierlich am Eisernen Tor den durch Regulierung der Flussstrecke gebauten Kanal, der die Schifffahrt auf der Donau erleichtert.
- 1908: Das erste Auto der Marke Ford Modell T wird in Detroit gebaut. Die Tin Lizzy entwickelt sich rasch zum meistverkauften Kraftfahrzeug der Welt und wird erst 1972 vom VW Käfer in der produzierten Stückzahl übertroffen.
- 1938: Das mehr als ein halbes Jahrhundert weltweit größte Passagierschiff, die Queen Elizabeth, absolviert seinen Stapellauf.
- 1945: Die erste Ausgabe des Berliner Tagesspiegels erscheint.

1978: Logo des ADFCs

- 1978: In Berlin erscheint die Nullnummer der linksalternativen Tageszeitung, der taz.
- 1979: In Bremen findet die Gründungsversammlung des Allgemeinen Deutschen Fahrrad-Clubs (ADFC) als Verkehrsclub für Fahrradfahrer in Deutschland statt. Zweck des Vereins ist die Förderung der sogenannten Sanften Mobilität.
- 1983: Richard Stallman kündigt das GNU-Projekt an. Er will ein freies Betriebssystem für Computer schreiben.
- 1987: In Kairo wird von der Cairo Transport Authority die erste Metro-Linie in Afrika eröffnet.
- 1998: Google LLC geht online.
- 1999: Auf einer Pressekonferenz wird die Fusion von VEBA und VIAG zur E.ON (als nun drittgrößtem deutschem Konzern) angekündigt.
- 2003: Zhejiang Gonow Automobile wird gegründet, nach eigenen Angaben die erste chinesische Automobilmarke auf dem Markt der EU.

### Wissenschaft und Technik
- 1707: Der französische, in Marburg lehrende Physikprofessor Denis Papin befährt mit einem durch Wasserdampf angetriebenen Ruderradschiff die Fulda zwischen Kassel und Hann. Münden.
- 1788: Jean-Pierre Blanchard führt die erste Ballonfahrt über Berlin durch.

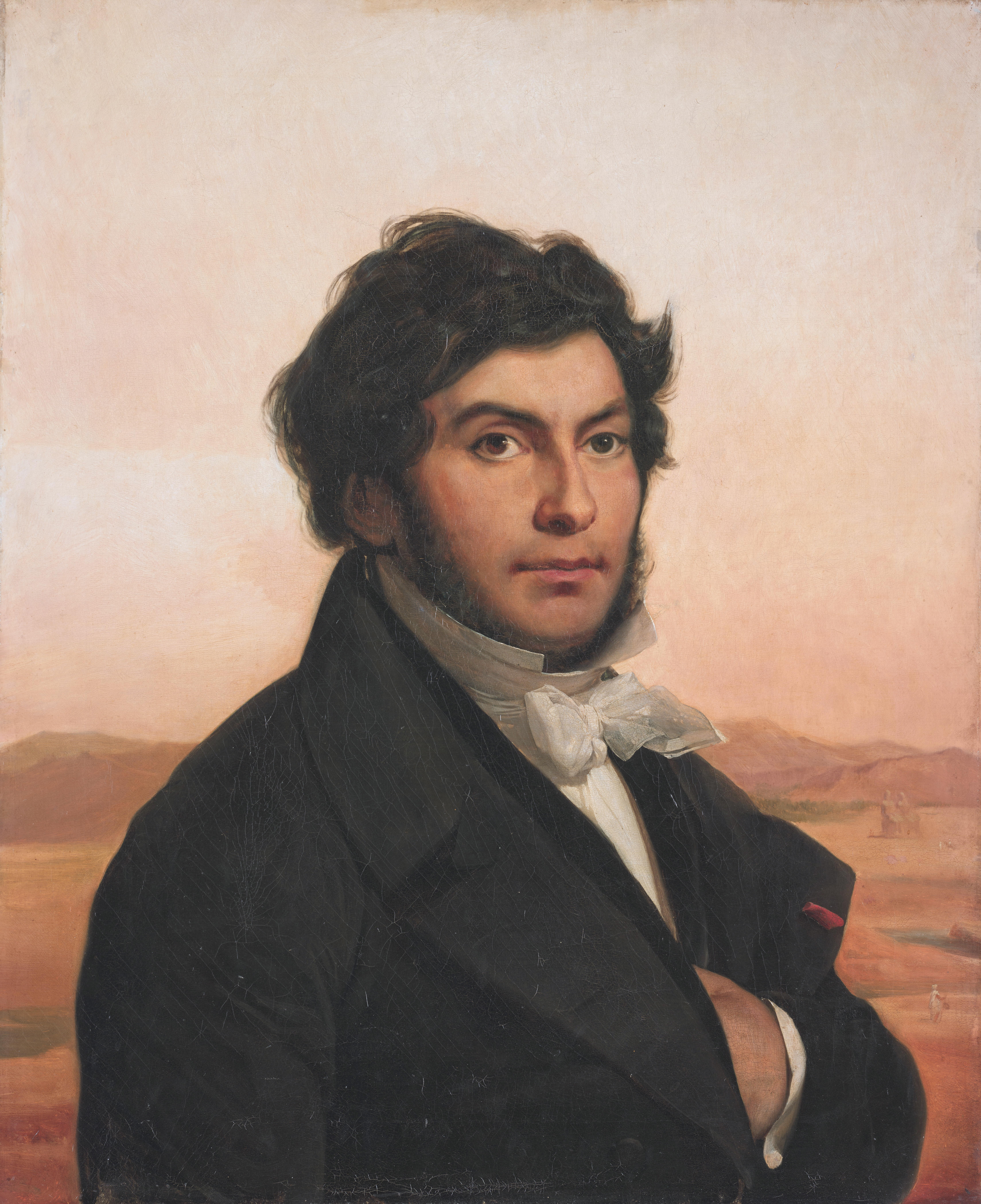
1822: Jean-François Champollion

- 1822: Der französische Gelehrte Jean-François Champollion gibt bekannt, dass er mit Hilfe des Steins von Rosette das Geheimnis der altägyptischen Schrift, der Hieroglyphen, gelüftet habe.
- 1905: Der Aufsatz Ist die Trägheit eines Körpers von seinem Energieinhalt abhängig? von Albert Einstein erscheint. In ihm steht die Formel E = mc² (Äquivalenz von Masse und Energie).

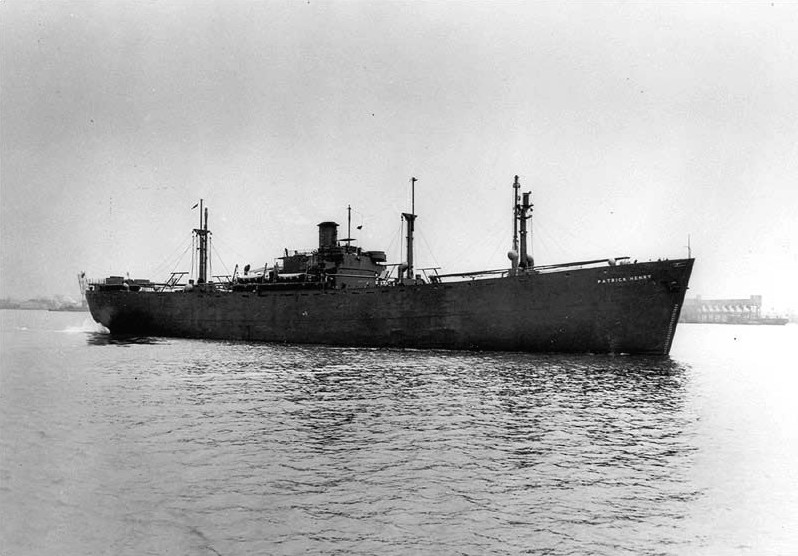
1941: SS Patrick Henry

- 1941: In Baltimore läuft mit der SS Patrick Henry der erste von 2710 Liberty-Frachtern im Rahmen des Emergency Shipbuilding Programs vom Stapel.
- 1956: Der Testpilot Milburn G. Apt fliegt als Erster im Experimentalflugzeug Bell X-2 mit einer Geschwindigkeit von Mach 3,2. Kurze Zeit danach stürzt er nach einem Lenkmanöver mit der Maschine ab und kommt zu Tode.
- 1973: Die Sowjetunion startet das bemannte Raumschiff Sojus 12.
- 1997: Der Kontakt mit der US-amerikanischen Mars-Sonde Mars Pathfinder reißt ab.
- 2007: Die Raumsonde Dawn, zur Erforschung des Asteroiden Vesta und des Zwergplaneten Ceres, wird gestartet.

### Kultur

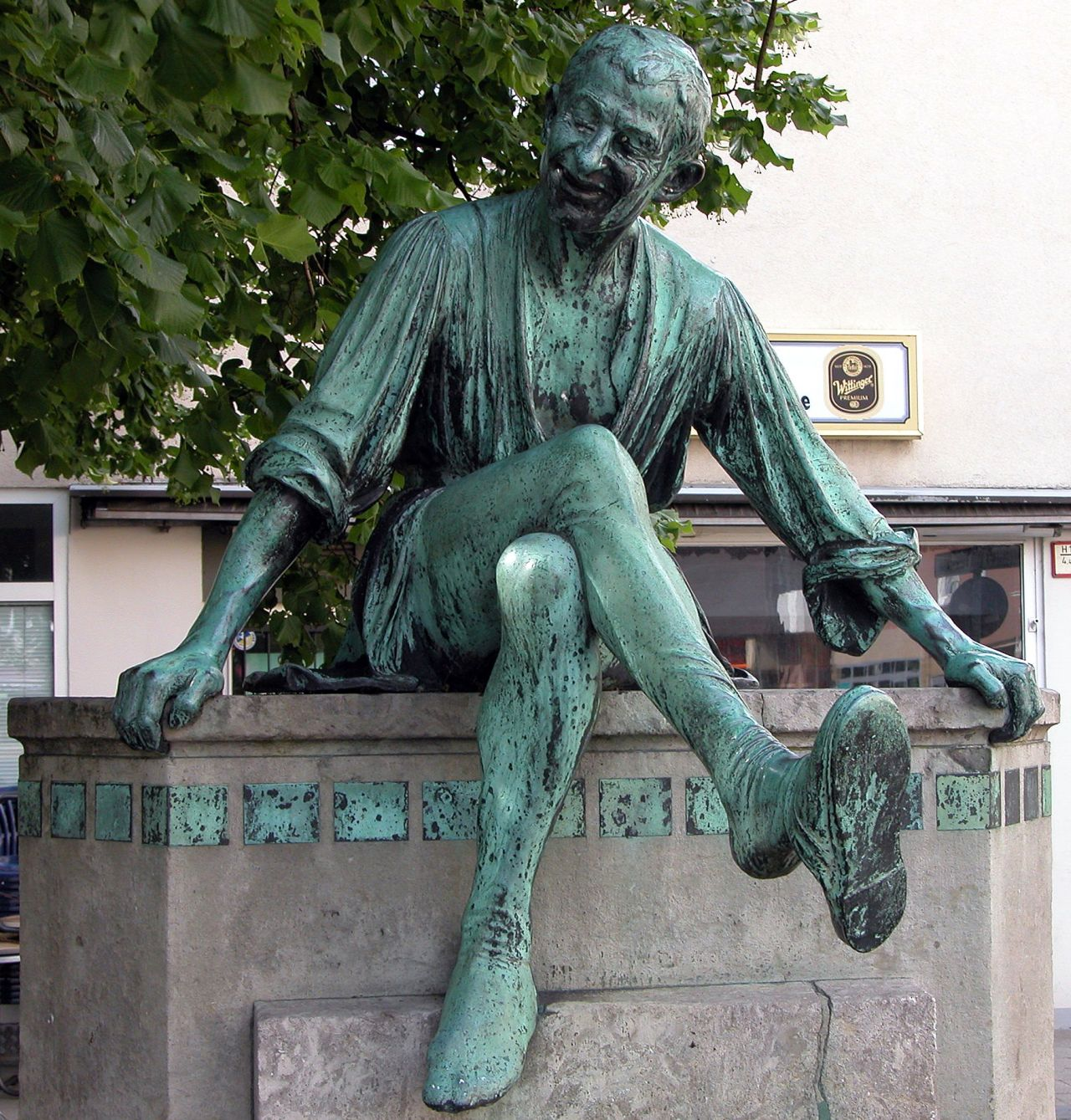
1906: Eulenspiegel-Brunnen

- 1906: In Braunschweig wird der Eulenspiegel-Brunnen enthüllt.
- 1937: Im Metropol-Theater in Berlin erfolgt die Uraufführung der Maske in Blau von Fred Raymond mit dem Text von Günther Schwenn. Die Operette wird ein Dauererfolg, gleich mehrere Nummern daraus werden zu Evergreens.
- 1954: In den USA strahlt die National Broadcasting Company (NBC) die erste Folge der Tonight Show aus, die erste und erfolgreichste Late-Night-Show der Welt und heute die am längsten existierende Unterhaltungssendung des US-Fernsehens.

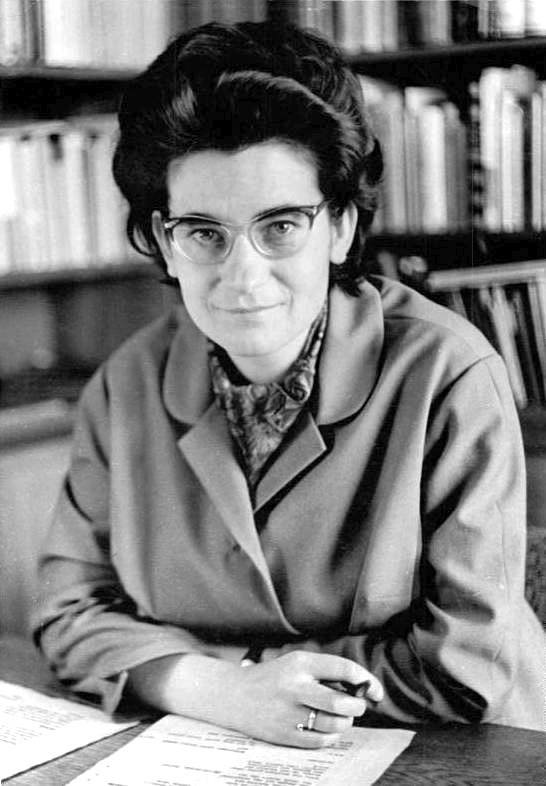
1960: Christa Wolf

- 1960: Die Schriftstellerin Christa Wolf beginnt mit der Aufzeichnung der Erlebnisse dieses Tages und setzt diese jährlich bis 2000 fort. 2003 erscheinen sie unter dem Titel Ein Tag im Jahr.
- 1968: Das Musical Hair hat seine Europa-Premiere in London.
- 1970: Mit dem filmforum eröffnet das erste kommunale Kino in der Bundesrepublik Deutschland in Duisburg.
- 1998: Die BR-alpha-Sendung alpha-Centauri des Bayerischen Rundfunks wird erstmals ausgestrahlt, in der der Astrophysiker Harald Lesch in 15-minütigen Folgen Fragen aus der Physik, insbesondere Astronomie und Astrophysik, in laienverständlicher und lockerer Form beantwortet.

### Religion
- 1322: Der Hochchor des Kölner Domes wird geweiht
- 1540: Der Jesuitenorden wird durch die Bulle Regimini militantis ecclesiae von Papst Paul III. anerkannt.

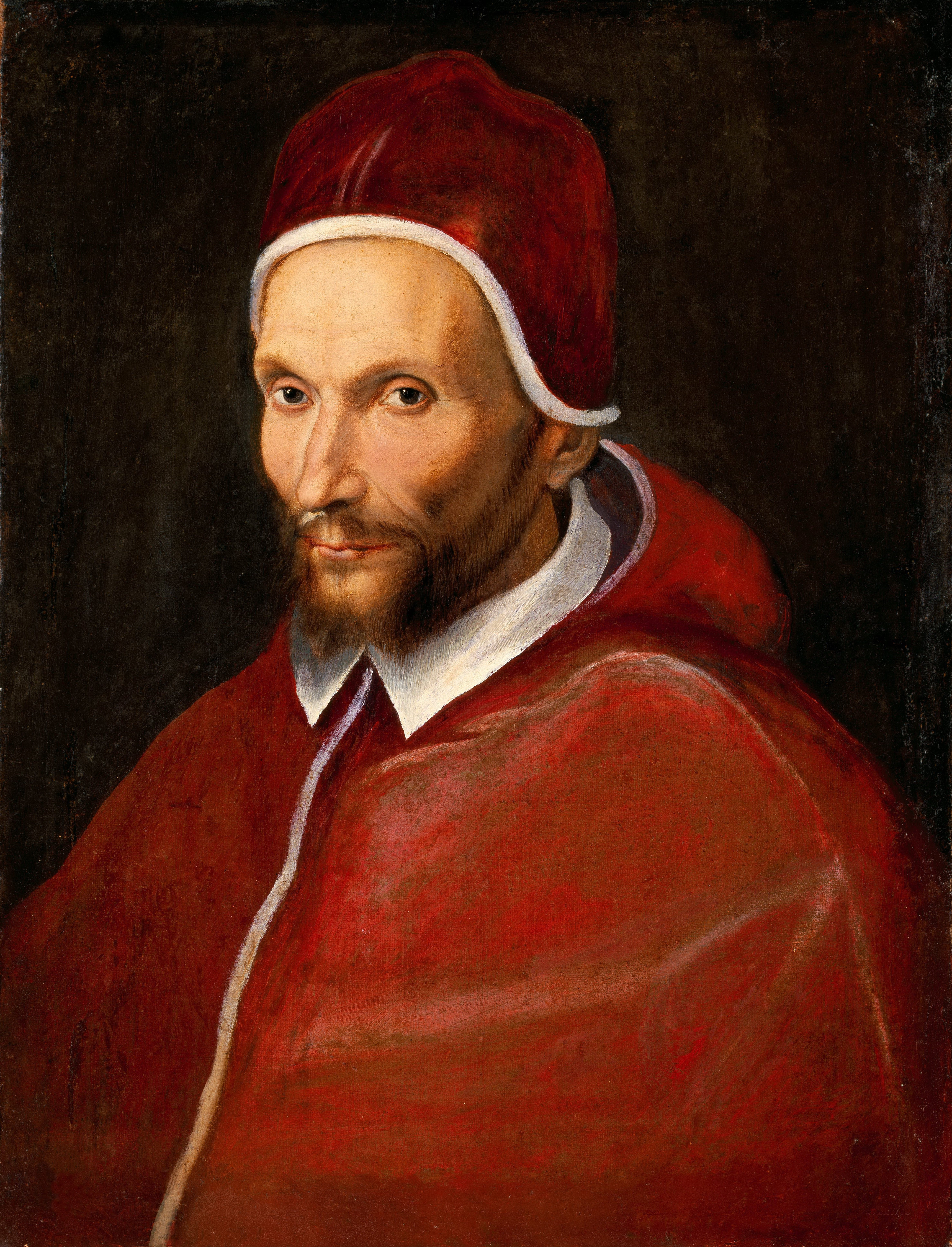
1590: Urban VII.

- 1590: Papst Urban VII. stirbt nach nur 12 Tagen im Amt und ist damit der Papst mit dem kürzesten Pontifikat.
- 1748: In der Bulle Gloriosae Dominae gibt Papst Benedikt XIV. eine Erklärung zur Marienverehrung.
- 1948: Die Marianische Kongregation steht im Fokus der Apostolischen Konstitution des Papstes Pius XII. Das Kirchenoberhaupt fordert darin mehr Spiritualität im Sinne des Exerzitienbuches Ignatius von Loyolas ein.
- 1955: Die Kirche Jesu Christi der Heiligen der Letzten Tage wird in Österreich staatlich anerkannt.

### Katastrophen

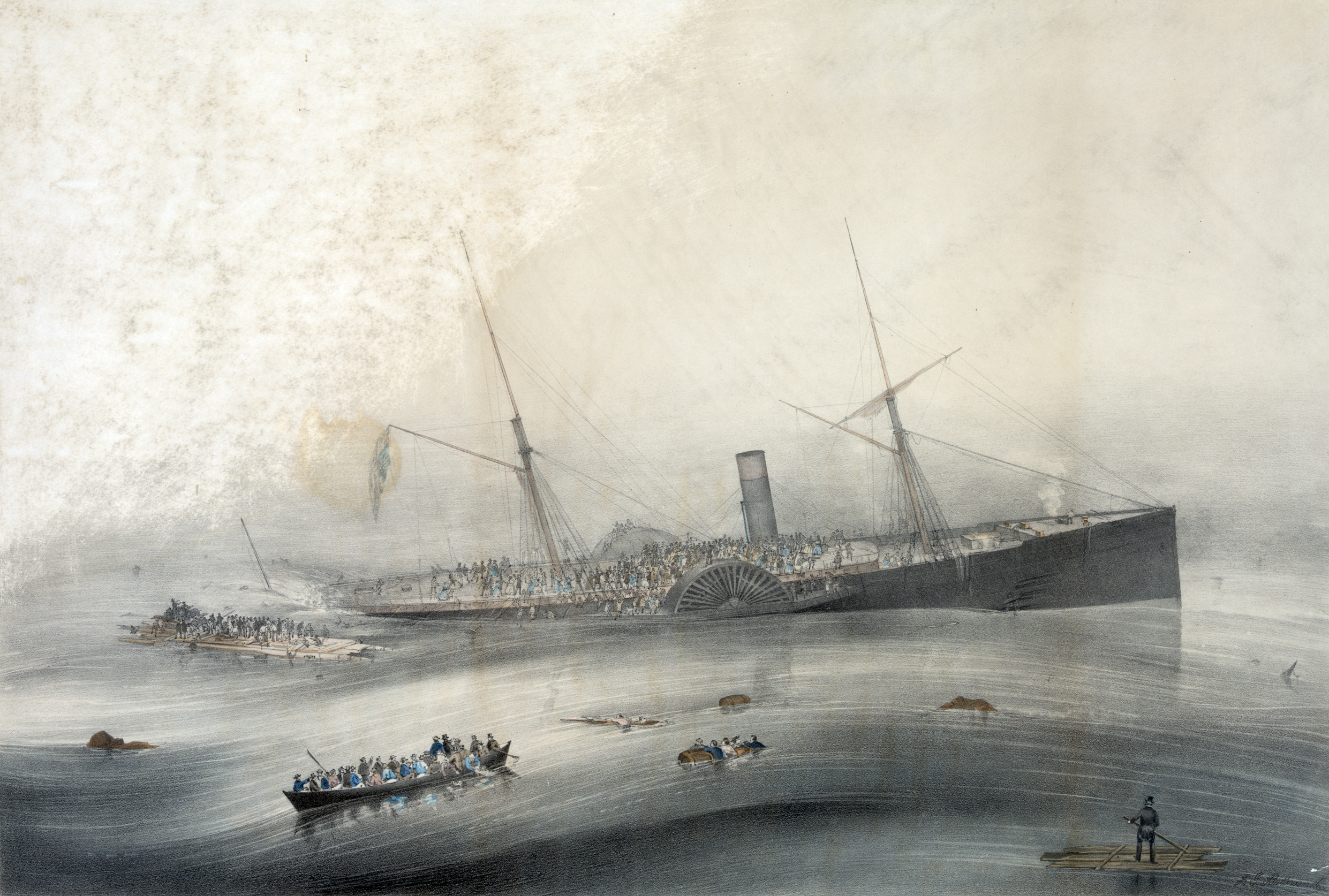
1854: Der Untergang der Arctic

- 1854: Der amerikanische Passagierdampfer Arctic kollidiert bei Cape Race vor Neufundland mit dem französischen Dampfer Vesta und sinkt während des vergeblichen Versuchs, die Küste zu erreichen. Etwa 350 Menschen sterben, darunter alle Frauen und Kinder an Bord.
- 1903: Das Eisenbahnunfall des Old 97 in Danville, bei dem elf Menschen ums Leben kommen, ereignet sich. Es wird später Stoff für zahlreiche Musikstücke.
- 1957: Auf der Azoreninsel Faial bricht der Vulkan Capelinhos aus. Im Verlauf des Ausbruchs werden 300 Häuser vollständig zerstört, 2000 Menschen müssen umgesiedelt werden.
- 1959: Fast 5000 Menschen sterben bei einem Taifun auf der japanischen Insel Honshū.

Kleinere Unglücksfälle sind in den Unterartikeln von Katastrophe und in der Liste von Katastrophen aufgeführt.

### Natur und Umwelt
- 1937: Im Westen der indonesischen Insel Bali wird das letzte bekannte Exemplar des Bali-Tigers erlegt.

### Sport

1804: Erstbesteigung des Ortlers

- 1804: Josef Pichler führt im Auftrag des Erzherzog Johann von Österreich die Erstbesteigung des Ortlers durch.
- 2016: Der Trainer der englischen Fußballnationalmannschaft Sam Allardyce wird nach nur 68 Tagen entlassen. Seine Position war unhaltbar geworden, nachdem er verdeckten Journalisten erklärt hatte, wie die englischen Transferregeln umgangen werden könnten. Zudem machte er sich über seinen Vorgänger Roy Hodgson lustig, verunglimpfte Nationalspieler, bezeichnete den englischen Fußballverband als „dumm“ und unterschrieb einen Beratervertrag über 400.000 Pfund.
- 2025: Finale der Frauen-Rugby-Union-Weltmeisterschaft in London.

Einträge von Leichtathletik-Weltrekorden befinden sich unter der jeweiligen Disziplin unter Leichtathletik.

## Geboren

### Vor dem 18. Jahrhundert

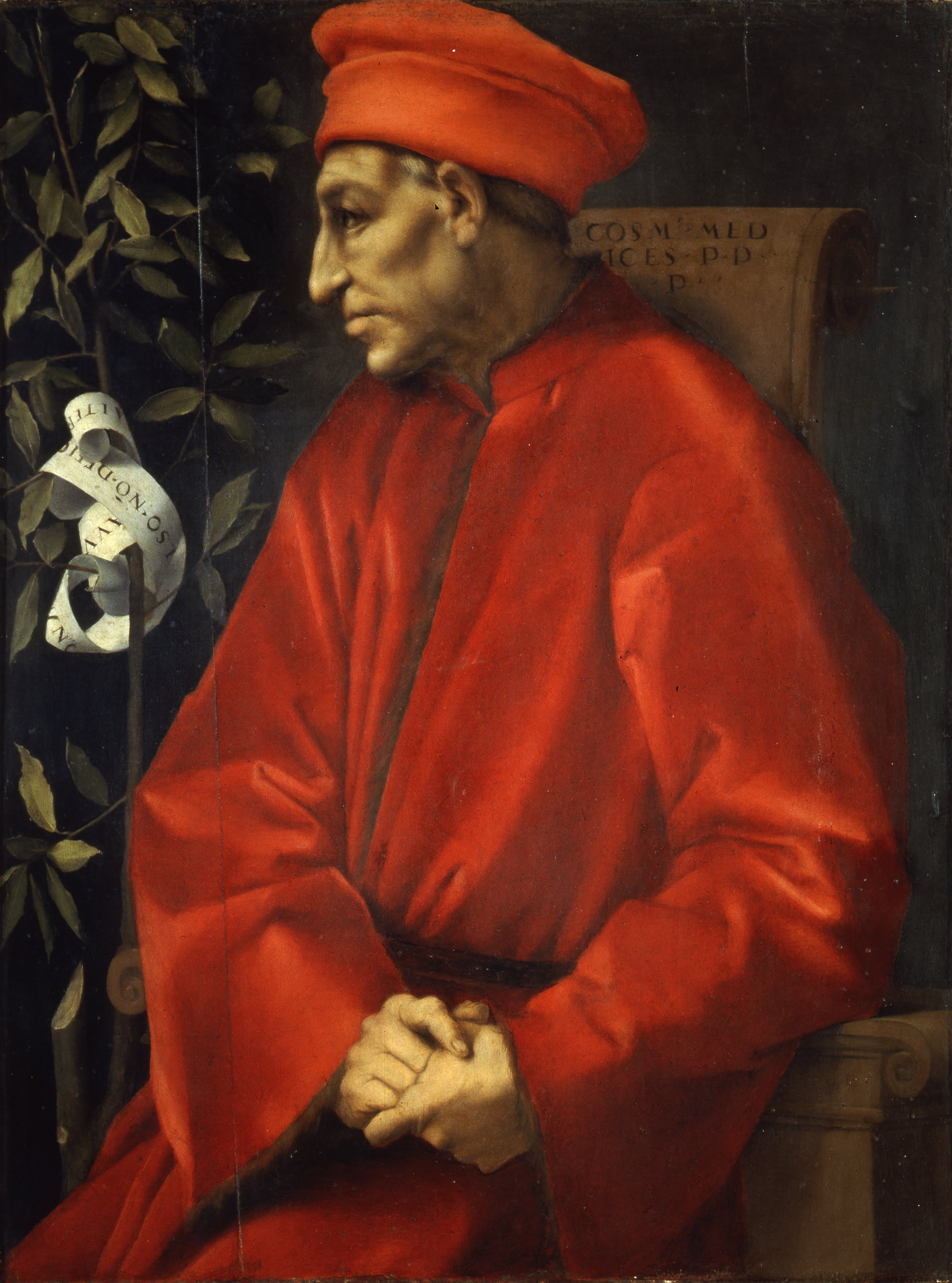
Cosimo de Medici (* 1389)

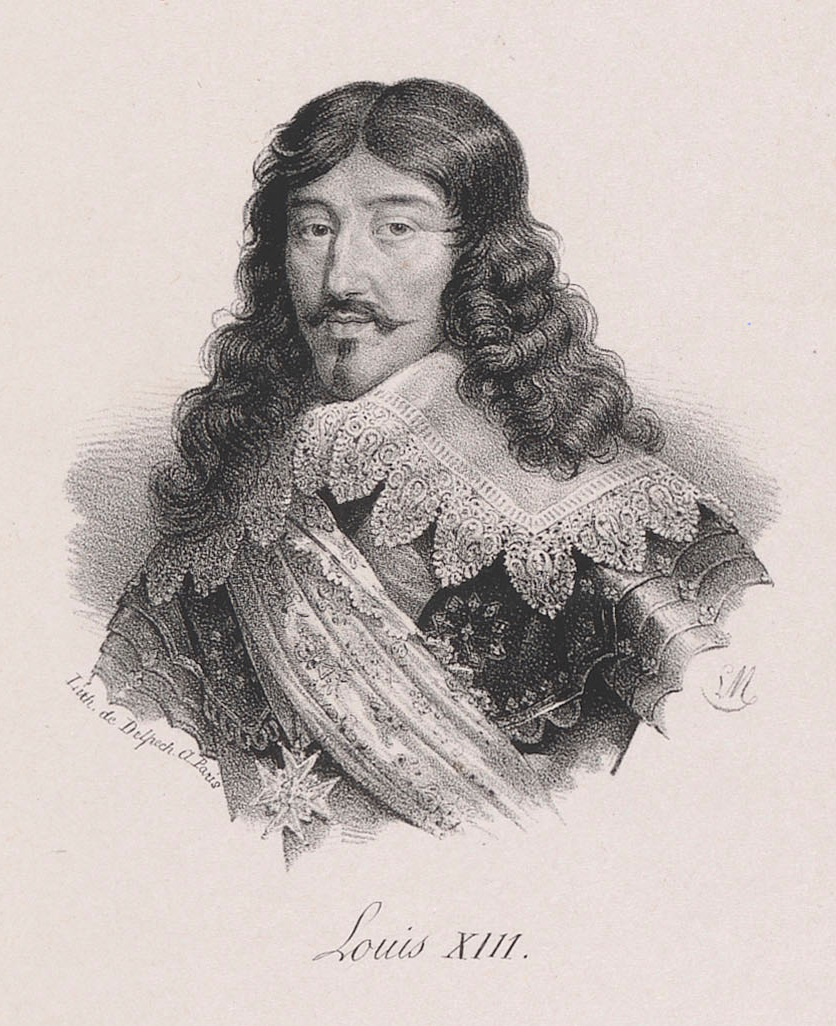
Ludwig XIII. (* 1601)

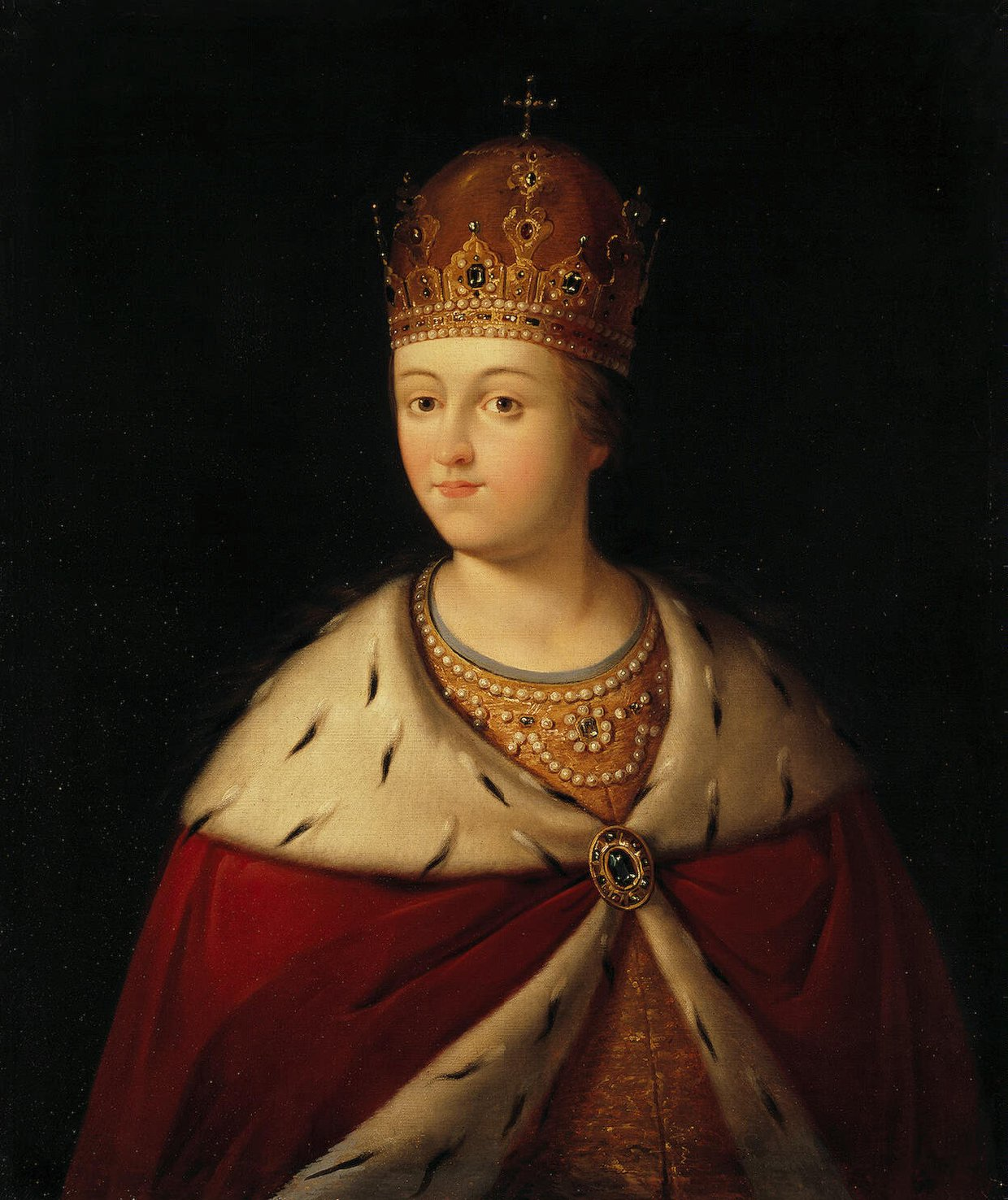
Sofia Alexejewna (* 1657)

- 1259: Guido della Torre, Herr von Mailand
- 1271: Wenzel II., böhmischer und polnischer König
- 1275: Johann II. Herzog von Brabant und Limburg
- 1300: Adolf von der Pfalz, Graf der Pfalz
- 1389: Cosimo de’ Medici, florentinischer Bankier und Politiker, De-facto-Herrscher von Florenz
- 1433: Stanisław Kazimierczyk, polnischer Ordensgeistlicher, Pfarrer und Prediger
- 1442: John de la Pol, englischer Adliger,  2. Duke of Suffolk
- 1468: Siegmund, Markgraf von Brandenburg-Kulmbach
- 1481: Kasimir, Markgraf von Brandenburg-Kulmbach
- 1485: Giovanni Angelo Arcimboldi, italienischer Bischof und Erzbischof
- 1533: Stephan Báthory, polnischer König und Fürst von Siebenbürgen
- 1566: Daniel Colonius der Ältere, niederländischer reformierter Theologe
- 1572: François van Aerssen, niederländischer Staatsmann und Diplomat
- 1601: Ludwig XIII., König von Frankreich
- 1619: Georg Adam Struve, deutscher Rechtswissenschaftler
- 1627: Jacques Bénigne Bossuet, französischer Bischof und Autor
- 1630: Michael Willmann, deutscher Barockmaler
- 1648: Michelangelo Tamburini, General der Societas Jesu
- 1657: Sofia Alexejewna, russische Regentin
- 1677: Johann Gabriel Doppelmayr, deutscher Astronom
- 1680: Ludwig Ferdinand, Graf zur Lippe-Brake
- 1696: Alfonso Maria de Liguori, italienischer Jurist, Bischof und Ordensgründer

### 18. Jahrhundert
- 1705: Herman Kaau-Boerhaave, niederländischer Mediziner

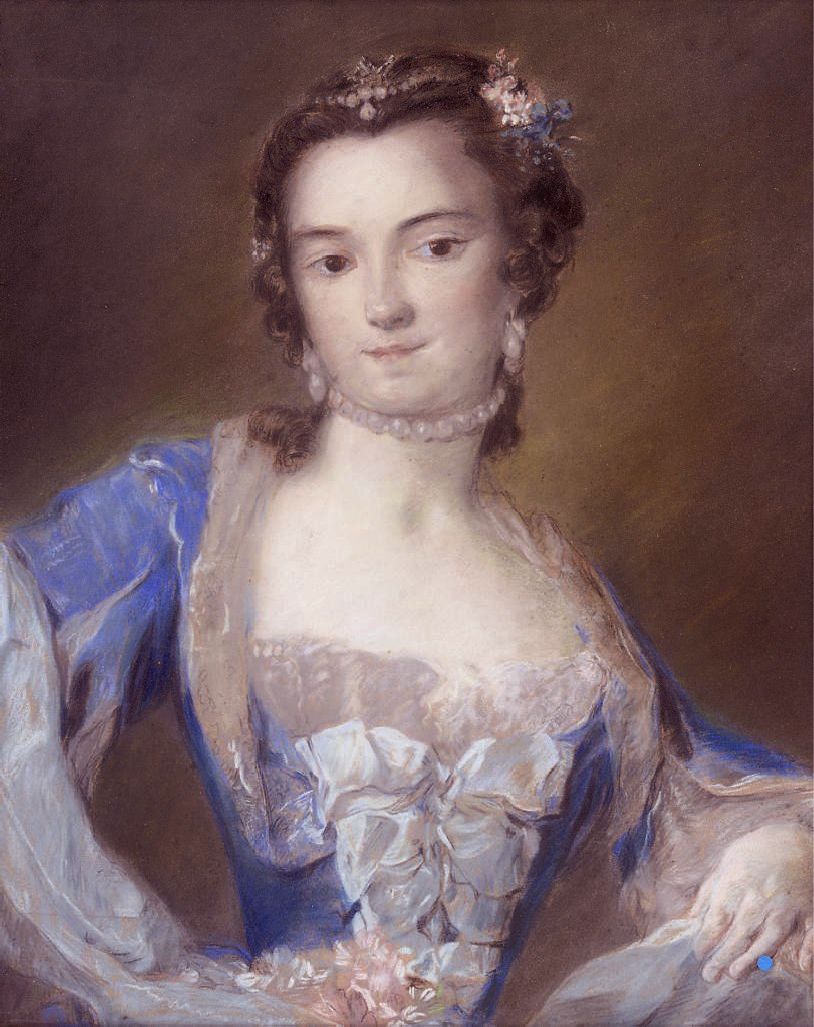
Barbara Campanini (* 1719)

- 1719: Barbara Campanini, italienische Balletttänzerin
- 1719: Abraham Gotthelf Kästner, deutscher Mathematiker
- 1720: François de Broglie, französischer Offizier
- 1721: Jean-Philippe Dutoit-Membrini, Schweizer Mystiker

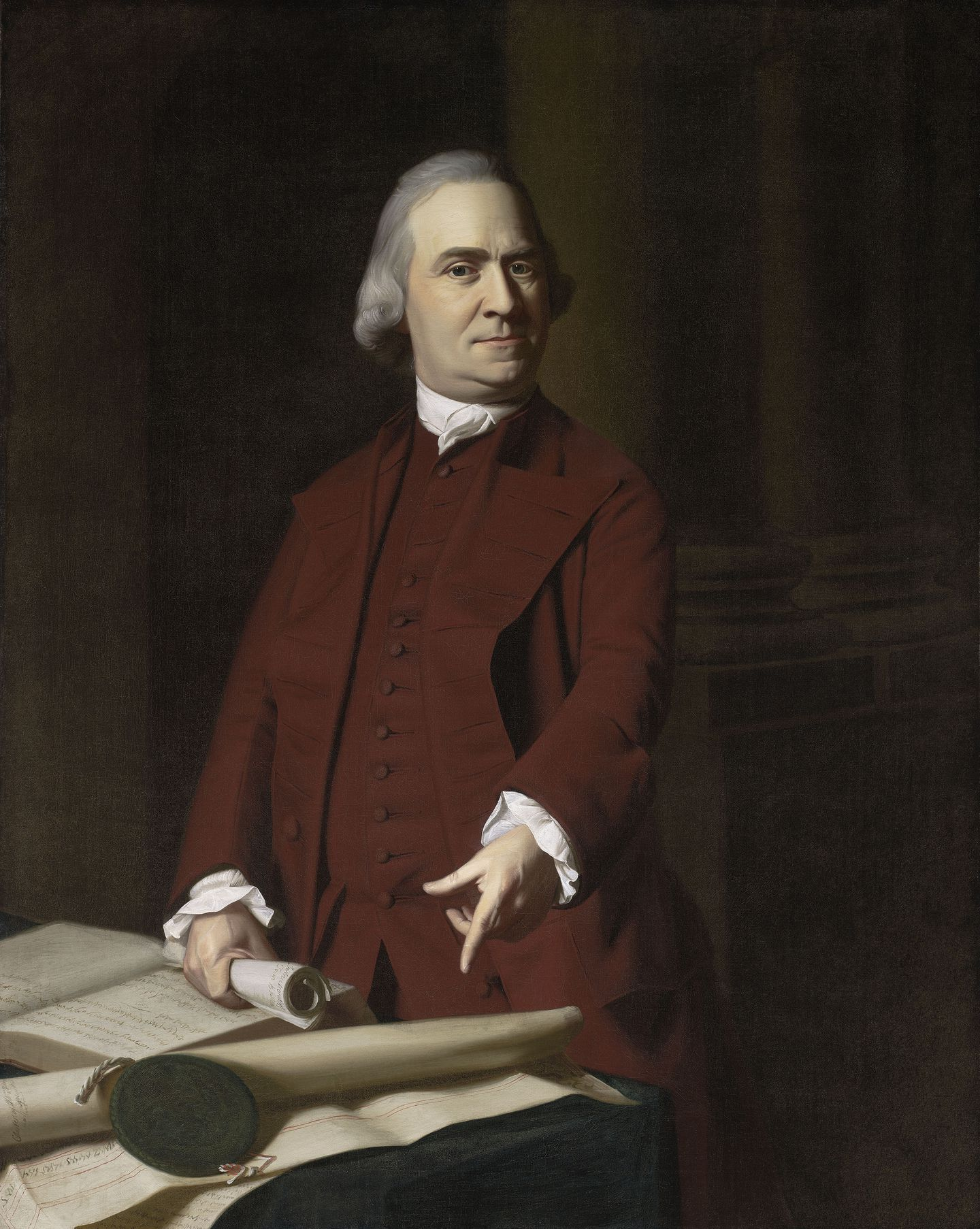
Samuel Adams (* 1722)

- 1722: Samuel Adams, US-amerikanischer Staatsmann und Revolutionär, einer der Gründerväter der USA, Gouverneur von Massachusetts
- 1724: Anton Friedrich Büsching, deutscher Geograph
- 1728: Wilhelm August Alemann, Bürgermeister von Hannover
- 1741: Beda Plank, österreichischer katholischer Geistlicher und Dramatiker
- 1744: Christoph Städele, deutscher Hutmacher und Dichter
- 1752: Marie-Gabriel-Florent-Auguste de Choiseul-Gouffier, französischer Diplomat und Althistoriker
- 1757: Henric Schartau, schwedischer Priester und Prediger
- 1758: Johann Simon Buchholz, deutscher Orgelbauer
- 1767: Isaac Halstead Williamson, US-amerikanischer Politiker, Gouverneur von New Jersey
- 1771: Julius August Ludwig Wegscheider, preußischer protestantischer Theologe
- 1772: Antonio Casimir Cartellieri, italienischer Komponist
- 1772: Gordon Drummond, britischer General und Kolonialadministrator
- 1772: Sándor Kisfaludy, ungarischer Dichter und Dramatiker

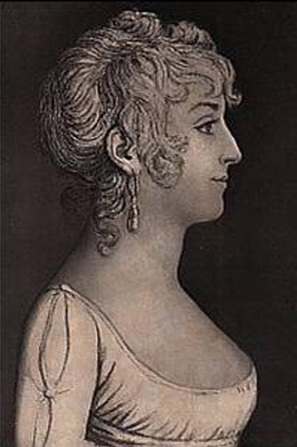
Ida Saint-Elme (* 1776)

- 1776ː Ida Saint-Elme, französische Schriftstellerin, Abenteurerin und Kurtisane

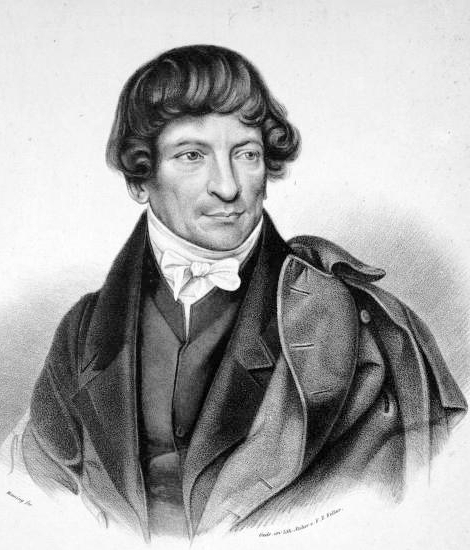
Carl Friedrich Rungenhagen (* 1778)

- 1778: Carl Friedrich Rungenhagen, deutscher Komponist und Musikpädagoge
- 1781: Wilhelm I., König von Württemberg
- 1783: Agustín de Iturbide, Kaiser von Mexiko
- 1786: José Mariono Elízaga, mexikanischer Komponist
- 1787: Karl Adolf von Wachsmann, deutscher Schriftsteller
- 1792: George Cruikshank, britischer Maler
- 1793: Denis Auguste Affre, französischer Geistlicher, Erzbischof von Paris
- 1793: Ernst Wilhelm Bernhard Eiselen, deutscher Lehrer und Schriftsteller
- 1796: Heinrich Arnold Wilhelm Winckler, deutscher Lehrer und Schriftsteller
- 1797: Eduard von Höpfner, preußischer Generalmajor, Militärschriftsteller und Direktor der Allgemeinen Kriegsschule

### 19. Jahrhundert

#### 1801–1850
- 1803: Friedrich Begemann, deutscher Schriftsteller und Dichter
- 1815: Heinrich Studer, Schweizer Unternehmer, Bankmanager und Politiker, Regierungs- und Nationalrat
- 1816: Carl Friedrich Heinrich Bittcher, deutscher Lehrer, Philologe und evangelischer Theologe

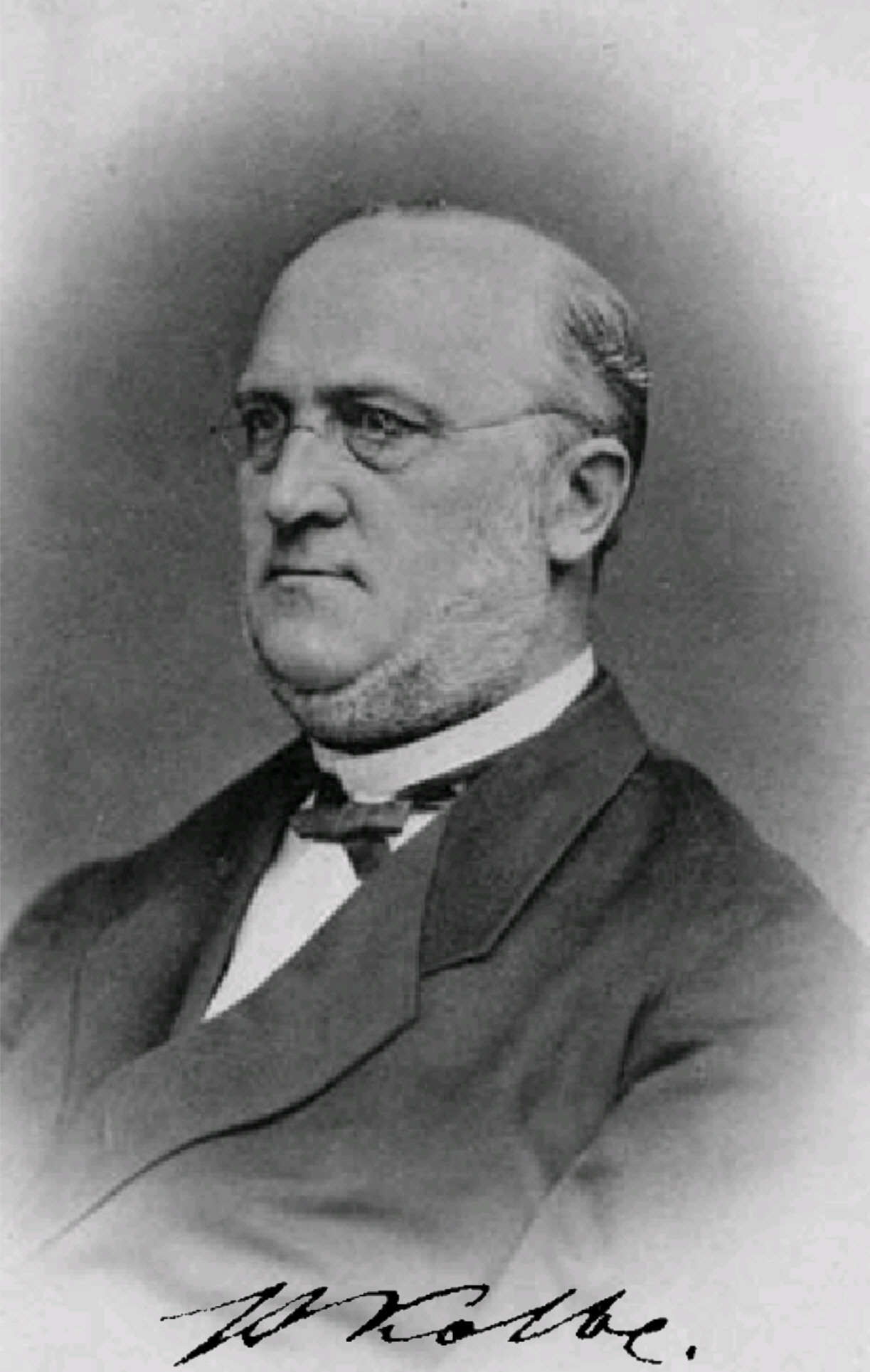
Hermann Kolbe (* 1818)

- 1818: Hermann Kolbe, deutscher Chemiker
- 1820: Wilhelm Siegmund Teuffel, deutscher Altphilologe
- 1821: Henri-Frédéric Amiel, Schweizer Schriftsteller und Philosoph
- 1822: Gabriel-Hippolyte Destailleur, französischer Architekt, Restaurator und Innenarchitekt
- 1823: Karl Gaertner, deutscher Ingenieur, Unternehmer und Politiker, MdL
- 1824: Benjamin Apthorp Gould, US-amerikanischer Astronom
- 1827: Georgiana Archer, schottische Lehrerin
- 1829: Peter Fuchs, deutscher Bildhauer (Kölner Dom)
- 1829: Christian Hagans, deutscher Ingenieur und Unternehmer, Gründer der gleichnamigen Maschinenfabrik

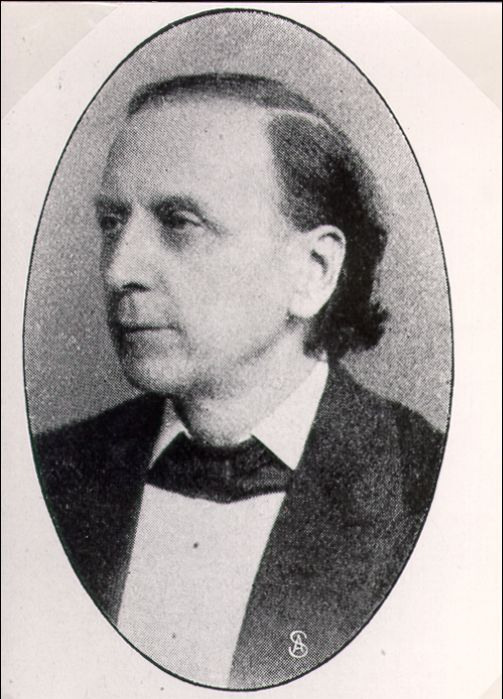
Johannes Vahlen (* 1830)

- 1830: Johannes Vahlen, deutscher Altphilologe
- 1835: Max Strakosch, US-amerikanischer Opernimpresario
- 1836: Gustav Oßwald, deutscher Verwaltungsjurist
- 1838: José Arechavaleta y Balpardo, spanischer Botaniker
- 1838: Wilhelm Arndt, deutscher Historiker und Paläograf
- 1839: Christoph Arnold, deutscher Politiker
- 1840: Alfred Thayer Mahan, US-amerikanischer Admiral
- 1840: Thomas Nast, deutsch-US-amerikanischer Karikaturist
- 1849: Cosme San Martín, chilenischer Maler

#### 1851–1900
- 1854: Alois Lexa von Aehrenthal, österreichisch-ungarischer Politiker

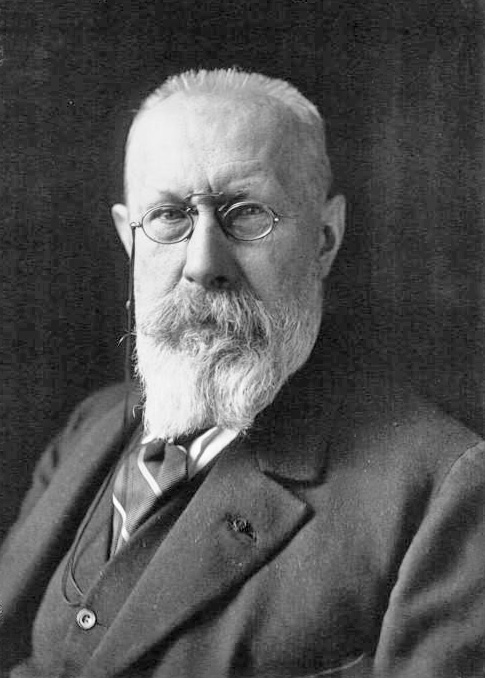
Paul Appell (* 1854)

- 1855: Paul Appell, französischer Mathematiker
- 1856: Carl Peters, deutscher Afrikaforscher, Begründer der Kolonie Deutsch-Ostafrika
- 1859: Elisabet Boehm, Begründerin der Landfrauenbewegung
- 1862: Louis Botha, südafrikanischer Premierminister
- 1862: Kurt von Wahlen-Jürgass, preußischer General
- 1864: Andrej Hlinka, slowakischer Priester, Politiker und Nationalistenführer
- 1865: Sigmund Herland, rumänischer Schachspieler und Schachkomponist
- 1865: Eligio Pometta, Schweizer Politiker und Heimatforscher
- 1866: Tryggve Andersen, norwegischer Schriftsteller
- 1866: Wacław Rolicz-Lieder, polnischer Lyriker
- 1867: Giovanni Bonzano, italienischer Kardinal
- 1867: Wladimir Senonowitsch Mai-Majewski, russischer General
- 1870: Alfred Deutsch-German, österreichischer Schriftsteller und Journalist, Drehbuchautor und Filmregisseur
- 1871: Grazia Deledda, italienische Schriftstellerin
- 1871: George Ducker, kanadischer Fußballspieler
- 1872: Karl Scheurer, Schweizer Bundesrat
- 1876ː Emily Barringer, amerikanische Medizinerin
- 1879: Gil Andersen, norwegisch-US-amerikanischer Ingenieur, Automobilrennfahrer und Automobilmanager
- 1879: Hans Hahn, österreichischer Mathematiker
- 1880: Jacques Thibaud, französischer Violinist

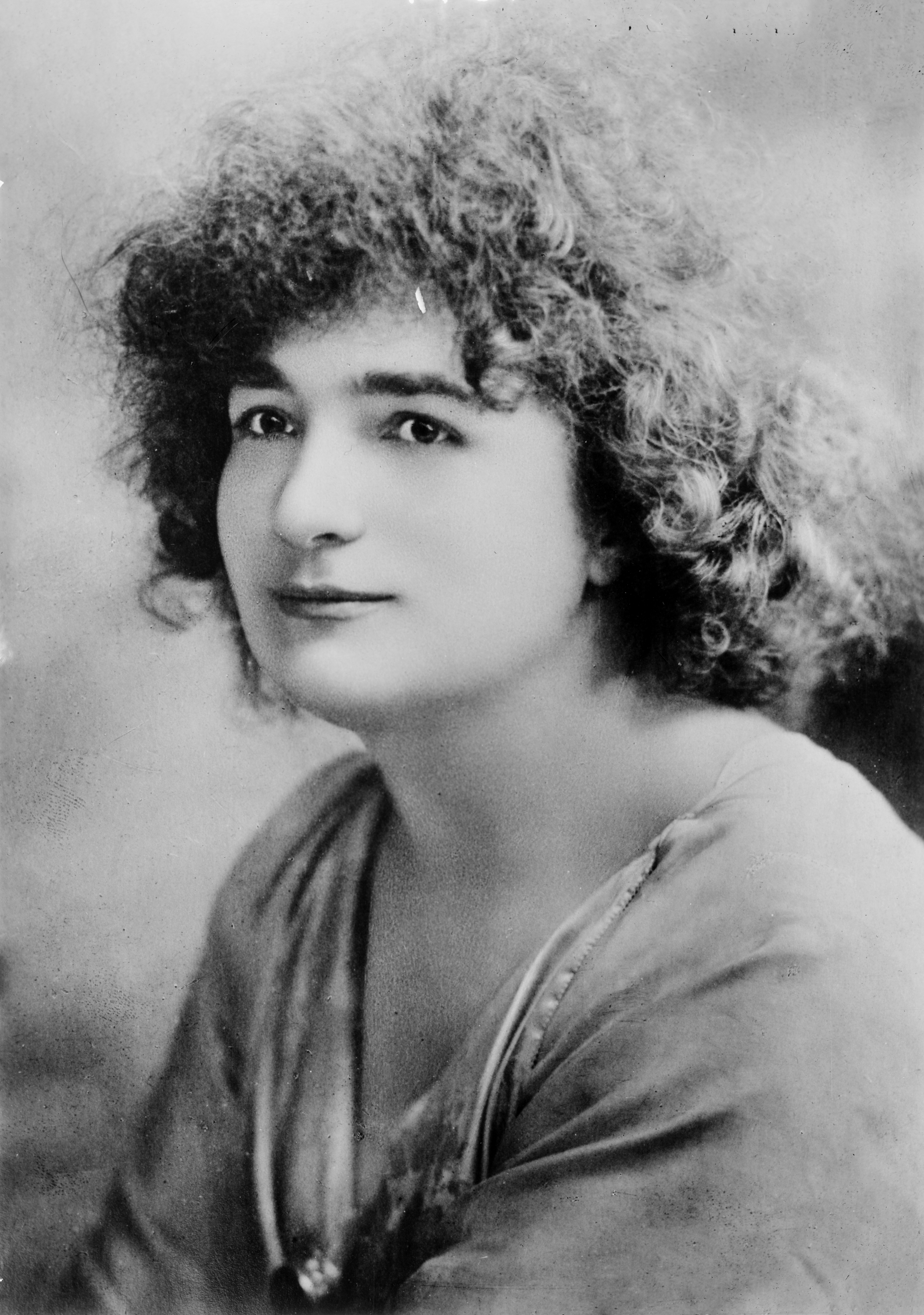
Elly Ney (* 1882)

- 1882: Elly Ney, deutsche Pianistin
- 1884: Henri-Julien Matthys, belgischer Unternehmer und Automobilrennfahrer
- 1885: Stella Arbenina, russische Schauspielerin
- 1885: Karl Meinhardt, deutscher Architekt des Neuen Bauens in Erfurt
- 1885: Gustav Schröder, deutscher Kapitän
- 1886: Mario Amadori, italienischer pharmazeutischer Chemiker und Hochschullehrer
- 1886ː Clara Büttiker, Schweizer Journalistin, Frauenrechtlerin und Schriftstellerin
- 1887: Alexander Willwoll, Schweizer Jesuit und Psychologe
- 1891: Lilly Ackermann, deutsche Schauspielerin und Schauspiellehrerin
- 1891: Karl Münichreiter, Mitglied des Republikanischen Schutzbundes und österreichischer Widerstandskämpfer
- 1894: Otto Aulie, norwegischer Fußballspieler
- 1894: Otto Nagel, deutscher Maler
- 1894: Joe Stöckel, deutscher Komiker und Filmproduzent
- 1894: Lothar von Richthofen, deutscher Jagdflieger im Ersten Weltkrieg
- 1895: Leslie C. Arends, US-amerikanischer Politiker

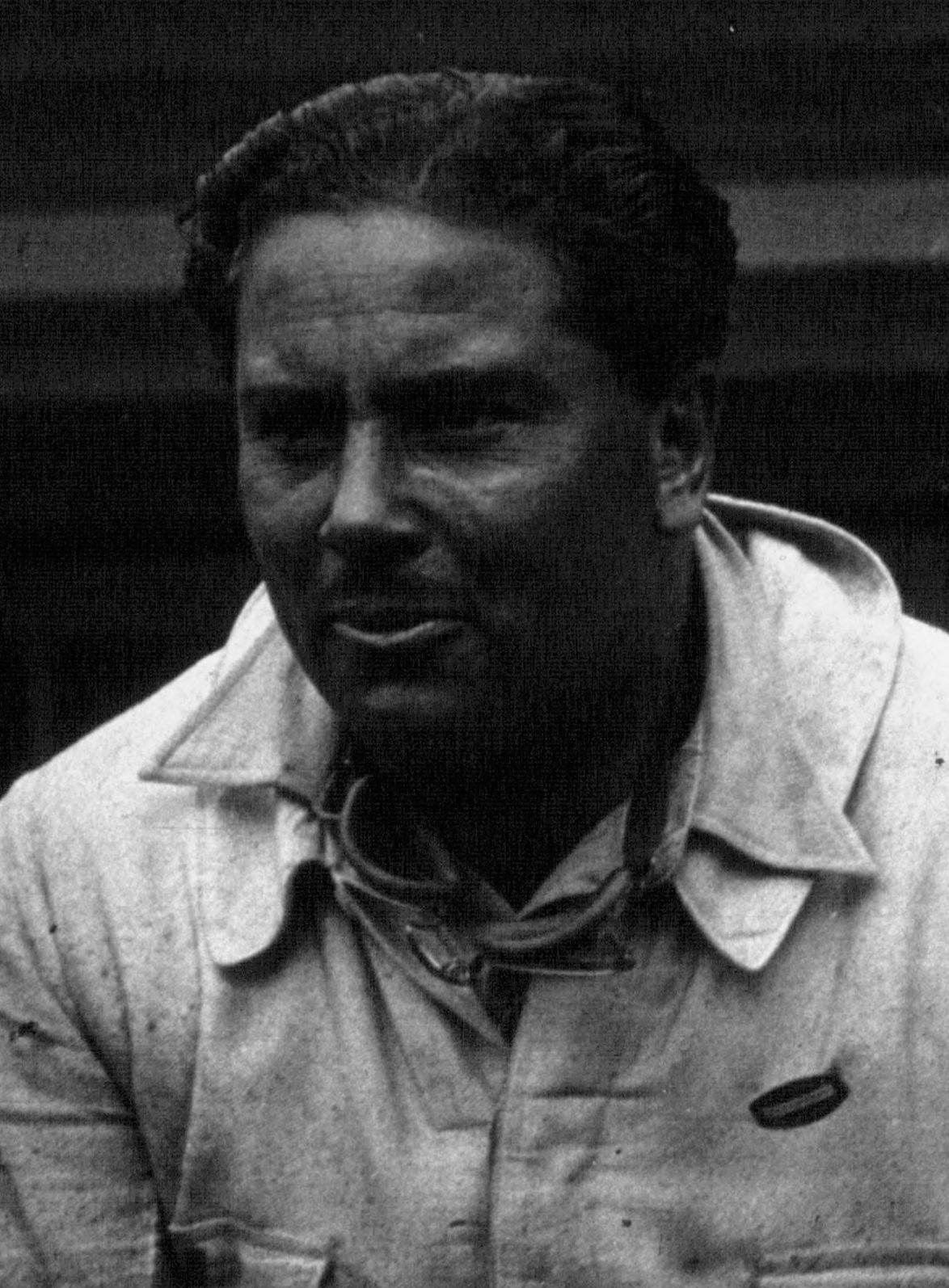
Woolf Barnato (* 1895)

- 1895: Woolf Barnato, britischer Finanzier, Autorennfahrer und Cricketspieler
- 1896: Friedrich Mehler, deutsch-schwedischer Komponist, Pianist und Dirigent
- 1898: Vincent Youmans, US-amerikanischer Komponist
- 1899ː Selli Engler, deutsche Autorin und Aktivistin der Lesbenbewegung
- 1899: Antoinette Giroux, kanadische Schauspielerin
- 1899: Luigi Picchi, italienischer Organist, Komponist und Musikpädagoge
- 1900: Albert Bittner, deutscher Dirigent
- 1900: Julio Alberto Hernández, dominikanischer Komponist und Pianist

### 20. Jahrhundert

#### 1901–1925
- 1902: Magda Rose-Weingardt, deutsche Malerin
- 1902: Hans-Joachim Rehse, deutscher Richter am Volksgerichtshof
- 1904: Koene Dirk Parmentier, niederländischer Luftfahrtpionier, Chefpilot der KLM
- 1905: Ernst Baier, deutscher Eiskunstläufer
- 1905: Francisco Cristancho Camargo, kolumbianischer Komponist, Arrangeur, Posaunist, Gitarrist und Orchesterleiter
- 1907: Francis Ambrière, französischer Schriftsteller und Romanist
- 1907: Maria Treben, österreichische Kräuterkundige und Autorin

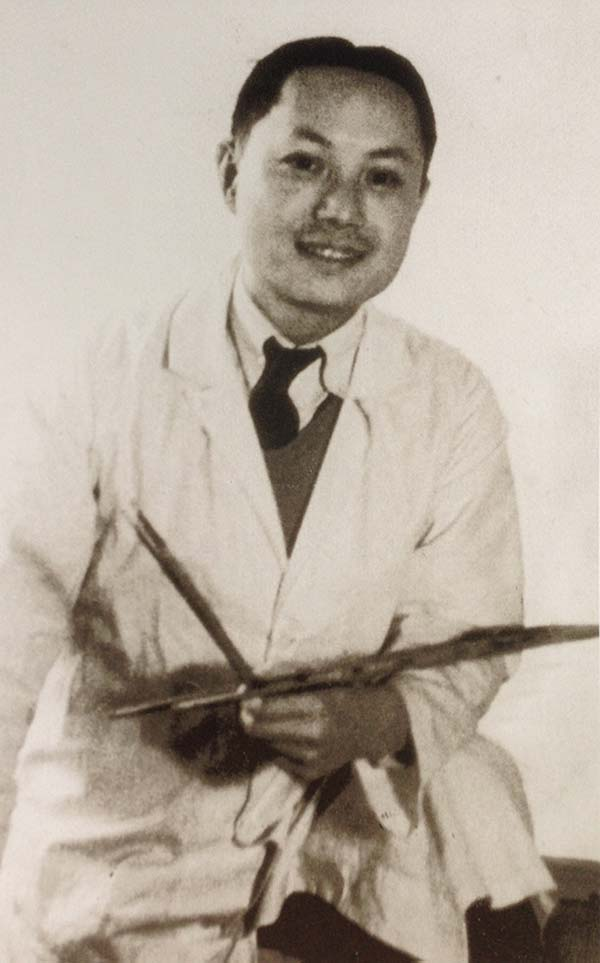
Zhang Chongren (* 1907)

- 1907: Zhang Chongren, chinesischer Maler und Bildhauer
- 1908: Dietrich Keuning, deutscher Politiker, MdB, Oberbürgermeister Dortmunds
- 1910: Elimar Freiherr von Fürstenberg, deutscher Politiker, MdB
- 1910ː Lieselott Neumark, deutsche römisch-katholische Märtyrerin und Opfer des Holocaust
- 1911: Ernest Stoeffler, deutsch-amerikanischer methodistischer Theologe
- 1912: Arturo Ardao, uruguayischer Philosoph, ideengeschichtlicher Historiker und Journalist
- 1912: Tauno Marttinen, finnischer Komponist
- 1912ː Maria Luise Thurmair, deutsche katholische Theologin und Schriftstellerin
- 1912: Heinz Wengler, deutscher Radrennfahrer
- 1913: Kurt Honolka, deutscher Musikwissenschaftler, Journalist, Musik- und Theaterkritiker
- 1913: Bobb Schaeffer, US-amerikanischer Wirbeltierpaläontologe

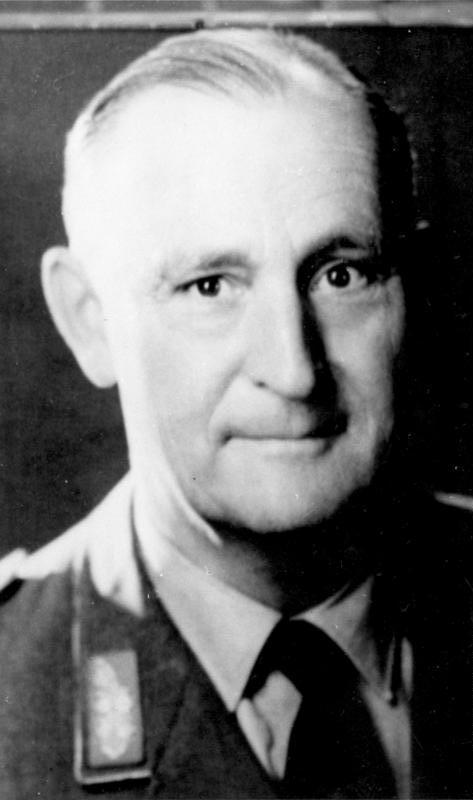
Ernst Ferber (* 1914)

- 1914: Ernst Ferber, deutscher General
- 1916ː Denise Berthoud, Schweizer Juristin und Frauenrechtlerin
- 1916: Ferdinand Cattini, Schweizer Eishockeyspieler
- 1916: Eckhard Hess, US-amerikanischer Psychologe und Ethologe
- 1917: Sally Amato, US-amerikanische Sängerin und Schauspielerin
- 1917: Louis Auchincloss, US-amerikanischer Schriftsteller
- 1918: Martin Ryle, britischer Astrophysiker
- 1919: James H. Wilkinson, britischer Mathematiker
- 1920: William Conrad, US-amerikanischer Schauspieler und Sprecher
- 1920: Helmut Hansen, deutscher Radiomoderator
- 1920: Hal Harris, US-amerikanischer Gitarrist
- 1921: Miklós Jancsó, ungarischer Filmregisseur und Drehbuchautor
- 1921: Rudolf Kügler, deutscher Maler und Grafiker
- 1921: Gonzague Olivier, französischer Autorennfahrer und Bootsbauer
- 1922: Arthur Penn, US-amerikanischer Regisseur
- 1922: James Wilson, britisch-irischer Komponist
- 1923: Hans Albrecht, deutscher Forstmann und Politiker
- 1923: Jocelyne Binet, kanadische Komponistin
- 1923: Theodor Hlouschek, tschechisch-deutscher Komponist
- 1923: Heinz-Georg Sievers, deutscher Arzt und Handballspieler
- 1924: Arthur Honegger, Schweizer Schriftsteller, Journalist und Politiker
- 1924: Willi Scheidhauer, deutscher Motorradrennfahrer und Unternehmer
- 1925: Robert Edwards, britischer Physiologe und Pionier auf dem Gebiet der Reproduktionsmedizin, Nobelpreisträger
- 1925: Franc Zadravec, slowenischer Literaturwissenschaftler

#### 1926–1950
- 1927: Robert Ackman, kanadischer Chemiker und Professor
- 1927: Romano Scarpa, italienischer Comiczeichner und -autor
- 1928ː Věra Machoninová, tschechische Architektin
- 1928: Hans Schabram, deutscher anglistischer Mediävist
- 1928: Haro Senft, deutscher Filmregisseur und Produzent
- 1930: Igor Kipnis, US-amerikanischer Cembalist
- 1930: Alan Shugart, US-amerikanischer Erfinder und Unternehmer

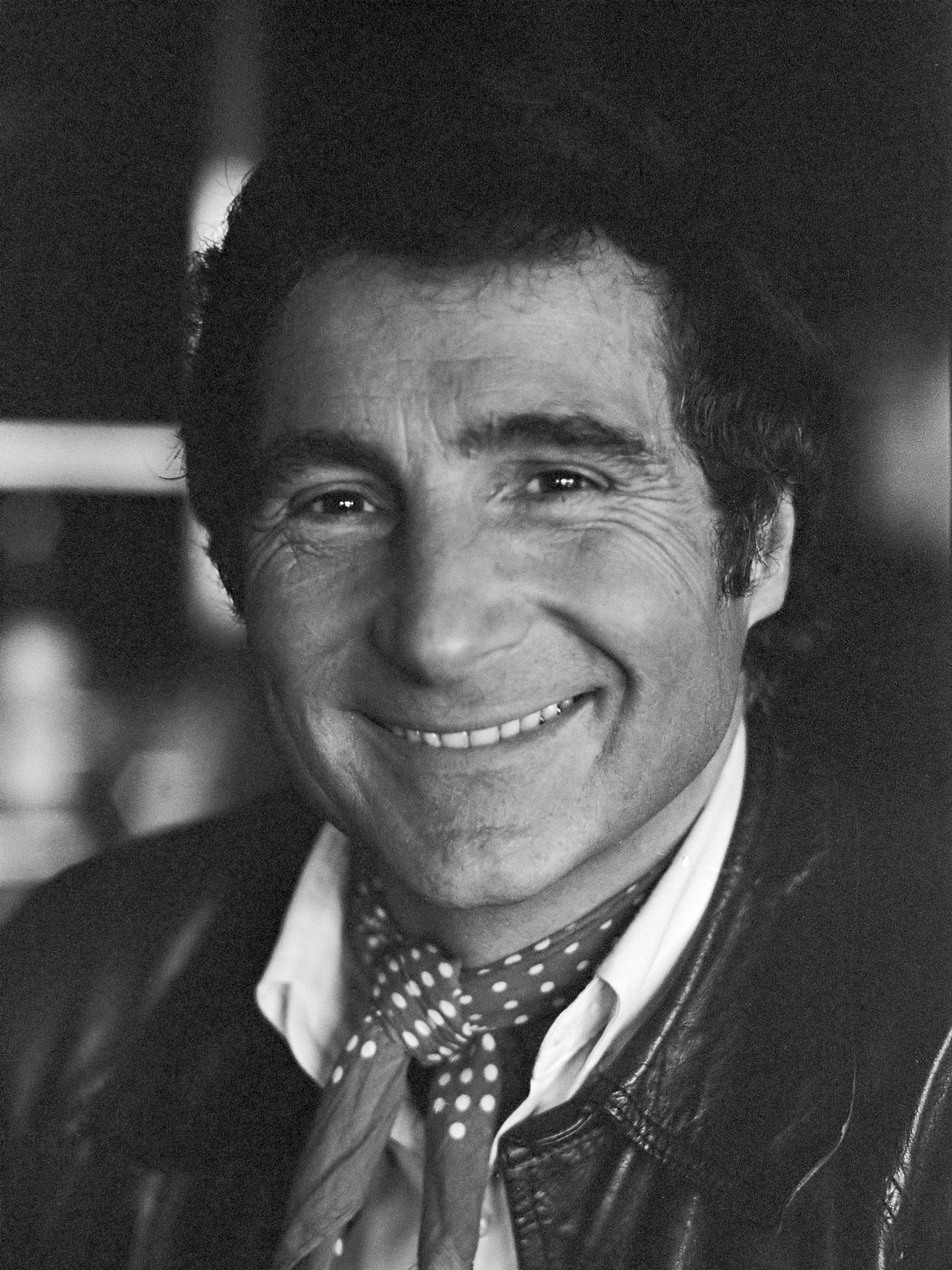
Freddy Quinn (* 1931)

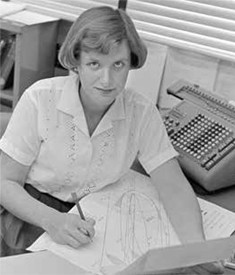
Marcia Neugebauer (* 1932)

- 1931: Freddy Quinn, österreichischer Schlagersänger und Schauspieler
- 1931: Norbert Szyperski, deutscher Wirtschaftswissenschaftler
- 1932: Lucjan Kaszycki, polnischer Komponist, Musikpädagoge und -wissenschaftler
- 1932: Marcia Neugebauer, US-amerikanische Geophysikerin
- 1932: Yash Chopra, indischer Filmregisseur und Produzent
- 1933: Will Sampson, US-amerikanischer Schauspieler
- 1934: Edward Meeks, französischer Schauspieler
- 1935: Joe Quijano, puerto-ricanischer Perkussionist, Singer-Songwriter und Bandleader
- 1937: Felipe Arriaga, mexikanischer Sänger und Schauspieler
- 1937: Franz Grundheber, deutsch-österreichischer Kammersänger und Opernsänger
- 1937: Hans-Joachim Lauck, deutscher Betriebsdirektor und Politiker, Minister für Schwermaschinen- und Anlagenbau in der DDR
- 1938: Günter Brus, österreichischer Aktionskünstler und Maler
- 1938: Sharifa Fadel, ägyptische Schauspielerin und Sängerin
- 1938: Alberto Orlando, italienischer Fußballspieler
- 1938: Klaus Völker, deutscher Theaterhistoriker
- 1939: Renate Schroeter, deutsche Schauspielerin

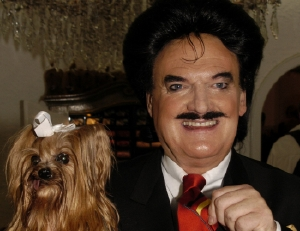
Rudolph Moshammer (* 1940)

- 1940: Rudolph Moshammer, deutscher Modemacher
- 1941: Peter Bonetti, englischer Fußballspieler
- 1941: Roger Claessen, belgischer Fußballspieler
- 1942: Alvin Stardust, britischer Sänger
- 1942: Detlef Thorith, deutscher Leichtathlet
- 1943: Randy Bachman, kanadischer Musiker, Sänger und Songschreiber
- 1943: Anna Gaël, Schauspielerin und Kriegsberichterstatterin ungarischer Herkunft
- 1943: Walter Riester, deutscher Politiker, Bundesarbeitsminister
- 1943: Liisa Suihkonen, finnische Skilangläuferin
- 1944: Frieder Anders, deutscher Taiji-Meister
- 1944: Helmut Kosmehl, deutscher Handballspieler
- 1944: Ana María López Colomé, mexikanische Biochemikerin

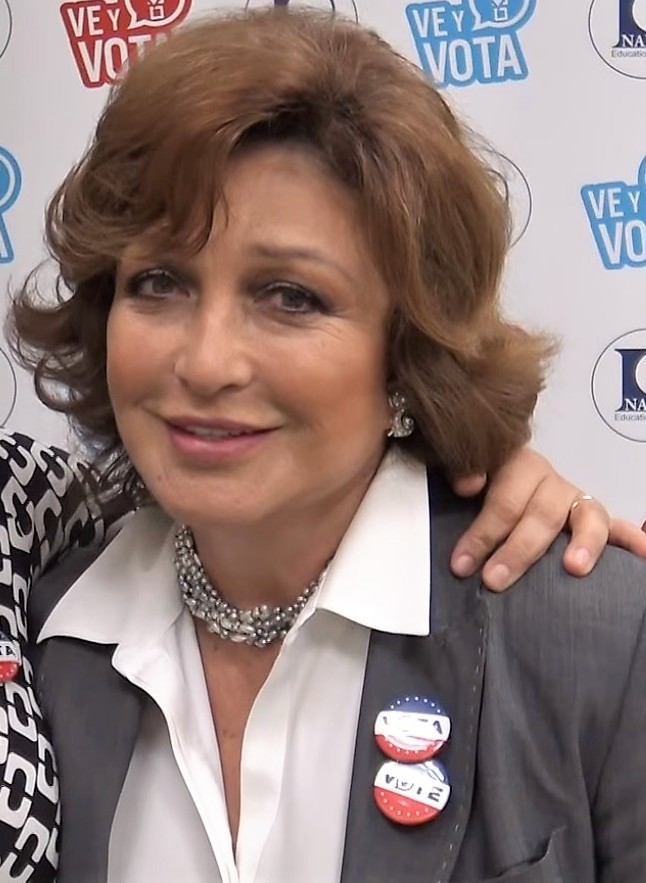
Angélica María (* 1944)

- 1944: Angélica María, mexikanische Sängerin und Schauspielerin
- 1945: Peter Brüggemann, deutscher Brigadegeneral
- 1945: Wolfram Hogrebe, deutscher Philosoph
- 1945: Bruce Leven, US-amerikanischer Autorennfahrer und Unternehmer
- 1945: Erich Weixler, deutscher Fußballspieler
- 1946: Nikos Anastasiadis, zyprischer Politiker
- 1947: Dick Advocaat, niederländischer Fußballspieler und -trainer
- 1947: Bernard Béguin, französischer Rallyefahrer
- 1947: Ulrich Daldrup, deutscher Wissenschaftler und Politiker, Bürgermeister von Aachen
- 1947: Barbara Dickson, britische Sängerin und Schauspielerin
- 1947: Denis Lawson, schottischer Schauspieler und Theaterdarsteller
- 1947: Meat Loaf, US-amerikanischer Rocksänger und Schauspieler
- 1948: Tom Braidwood, kanadischer Schauspieler, Regisseur und Filmproduzent
- 1948: A Martinez, US-amerikanischer Schauspieler
- 1950: Linda Lewis, britische Sängerin
- 1950: Emil Sänze, deutscher Betriebswirt und Politiker
- 1950: Vanessa Show, argentinische Filmschauspielerin, Model und Transvestitin

#### 1951–1975
- 1951: Péter Baczakó, ungarischer Gewichtheber
- 1951: Thomas Steensen, deutscher Historiker
- 1952: Paul Holz, deutscher Fußballspieler

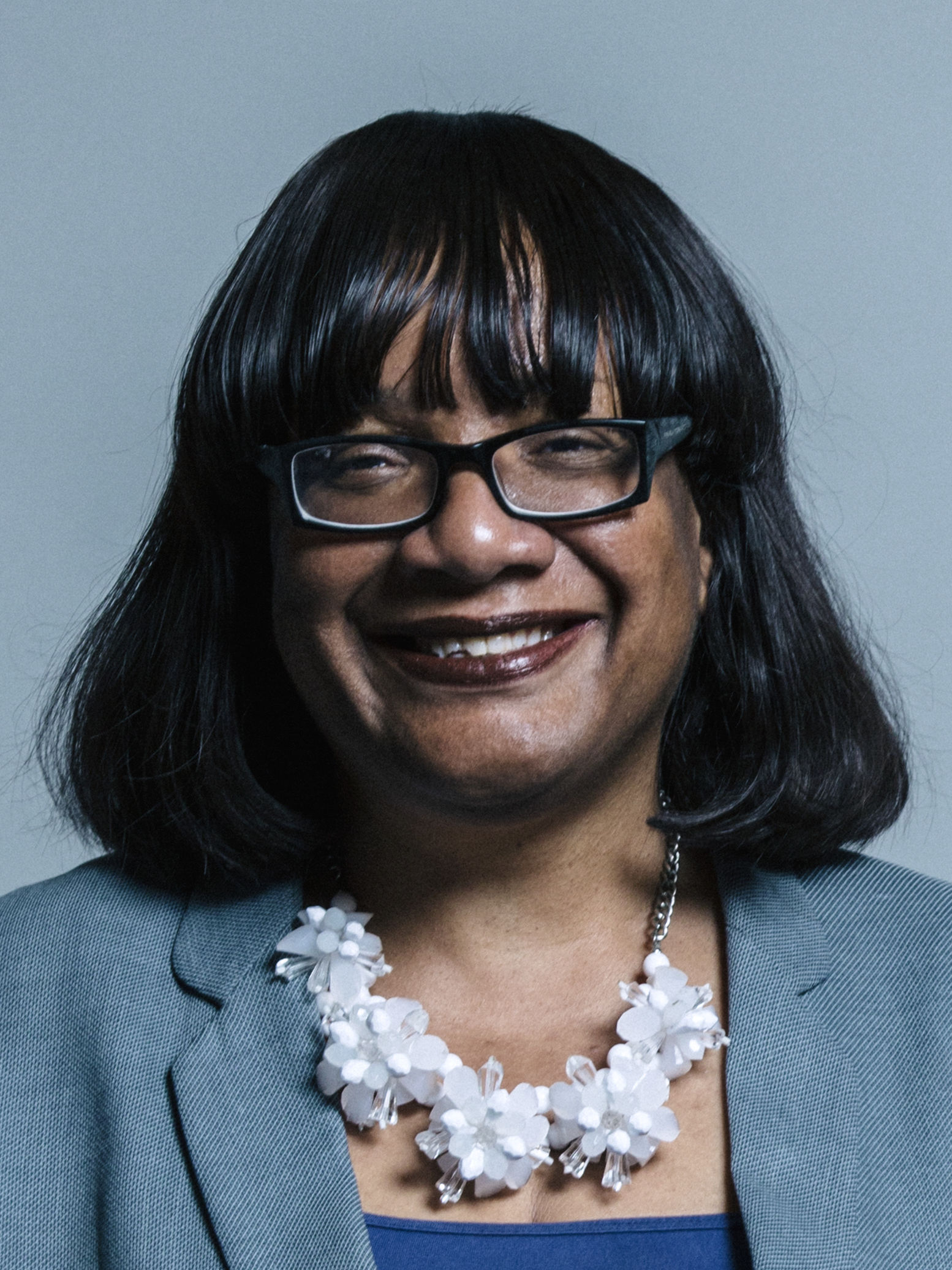
Diane Abbott (* 1953)

- 1953: Diane Abbott, britische Politikerin, erste schwarze Frau im Parlament
- 1953: Amritanandamayi, indischer Avatar-Guru
- 1953: Wolfgang Braun, deutscher Filmproduzent
- 1953: Claudio Gentile, italienischer Fußballspieler und -trainer
- 1954: Kornél Horváth, ungarischer Jazz-Perkussionist
- 1954: Larry Wall, US-amerikanischer Informatiker, Erfinder der Programmiersprache Perl
- 1955: Richard Bucher, Schweizer Eishockeytorhüter
- 1956: Steve Archibald, schottischer Fußballspieler und -trainer
- 1956: Bob Corritore, US-amerikanischer Bluesmusiker, Musikproduzent, Radiomoderator, Label- und Clubbetreiber
- 1956: David Garfield, US-amerikanischer Keyboarder, Songwriter und Produzent
- 1956: Arthur Mettinger, österreichischer Sprachwissenschaftler

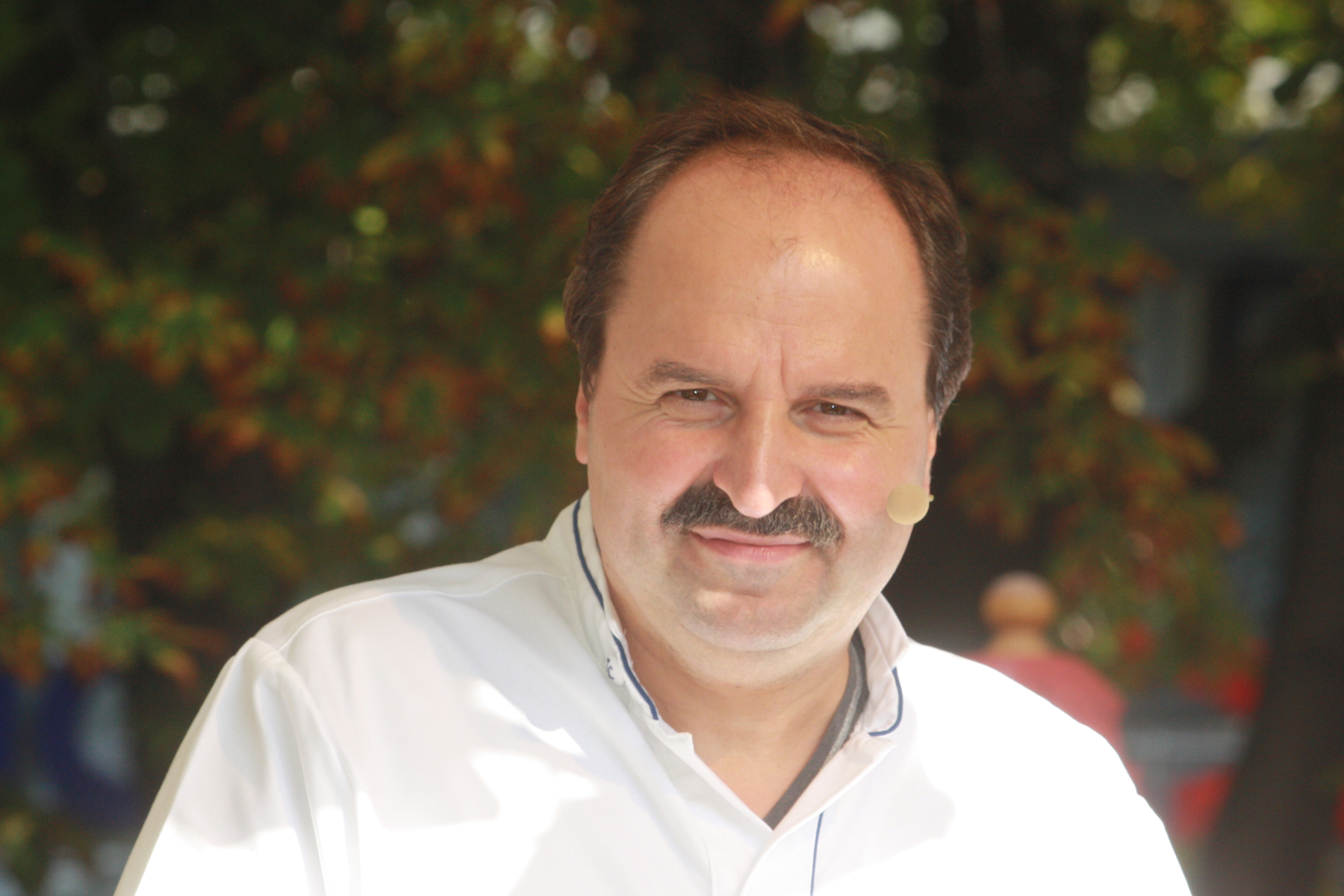
Johann Lafer (* 1957)

- 1957: Johann Lafer, österreichischer Koch, Unternehmer und Sachbuchautor
- 1957: Peter Sellars, US-amerikanischer Theaterregisseur
- 1958: Neil Adams, englischer Judoka
- 1958: Lioba Albus, deutsche Schauspielerin und Kabarettistin
- 1958: Marek Ast, polnischer Politiker
- 1958: Shaun Cassidy, US-amerikanischer Sänger
- 1959: Martin Wildschütz, deutscher Jurist
- 1960: Ralf Augustin, deutscher Fußballspieler

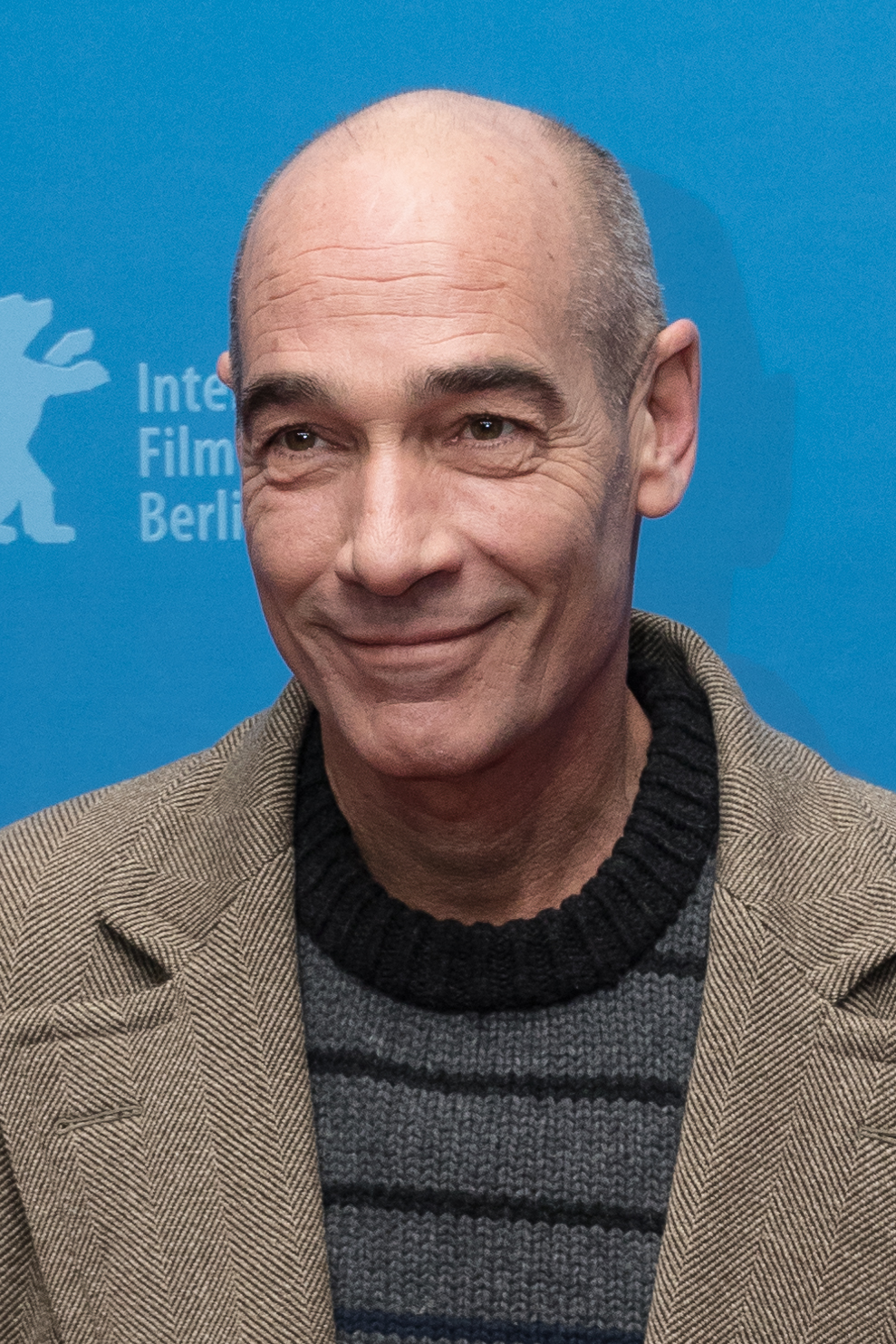
Jean-Marc Barr (* 1960)

- 1960: Jean-Marc Barr, französischer Schauspieler und Filmregisseur
- 1960: Christopher Cousins, US-amerikanischer Schauspieler
- 1960: Ben Liebrand, niederländischer DJ
- 1960: Patrick Lindner, deutscher Schlagersänger
- 1960: Manfred Nerlinger, deutscher Gewichtheber
- 1960: Marco Saviozzi, französischer Autorennfahrer
- 1961: Thomas Bauer, deutscher Arabist und Islamwissenschaftler
- 1961ː Judith G. Garber, US-amerikanische Diplomatin
- 1961: Antonella Mularoni, san-marinesische Politikerin und Richterin
- 1961: Carola Nasdala, deutsche Geigerin
- 1961: Jean-Marc Rozon, kanadischer Freestyle-Skier
- 1962: Chaled al-Chamissi, ägyptischer Schriftsteller und Journalist
- 1963: Astrid M. Fünderich, deutsche Schauspielerin
- 1963: Juan Nazario, puerto-ricanischer Boxer
- 1965ː Lucía Cano, spanische Architektin
- 1965: Peter Issig, deutscher Jazzbassist und Videokünstler
- 1965: Steve Kerr, US-amerikanischer Basketballtrainer

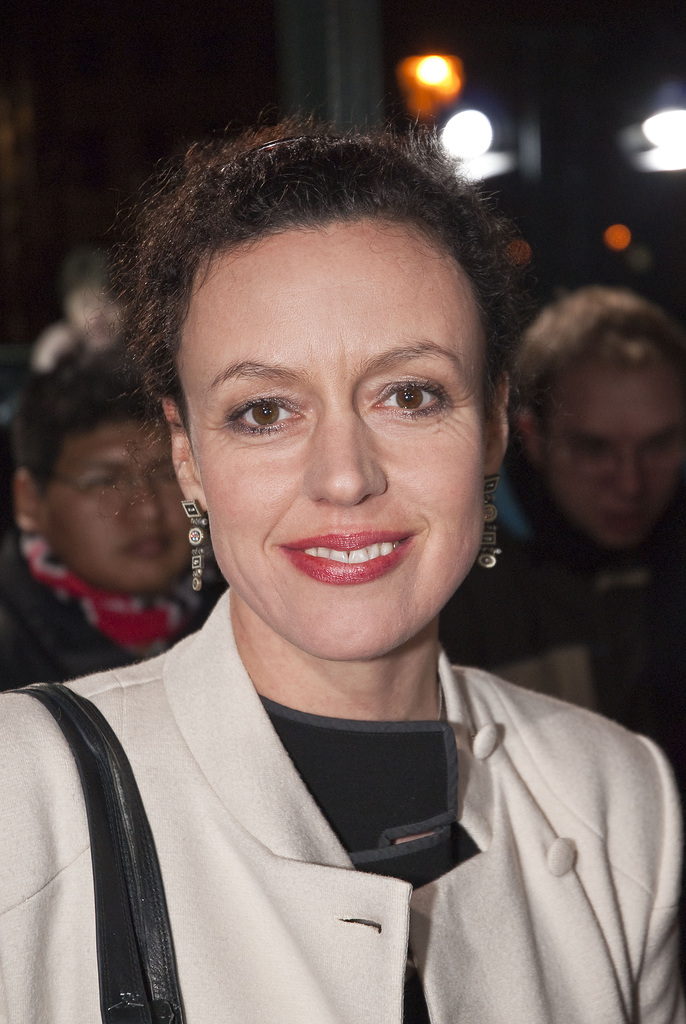
Maria Schrader (* 1965)

- 1965: Maria Schrader, deutsche Schauspielerin und Regisseurin
- 1966: Jovanotti, italienischer Sänger
- 1966: Matjaž Zupan, slowenischer Skispringer und Skisprungtrainer
- 1966: Joe Macari, britischer Unternehmer und Autorennfahrer
- 1967: Stephan Freigang, deutscher Leichtathlet
- 1967: Enrico Zaina, italienischer Radrennfahrer
- 1967: Isidora Žebeljan, serbische Komponistin
- 1968: Hans Pietsch, deutscher Go-Spieler
- 1968: Yukinori Taniguchi, japanischer Rennfahrer
- 1969: Tanja Kinkel, deutsche Schriftstellerin
- 1969: Claudia Mandrysch, deutsche Fußballspielerin
- 1971: Pètrus Akkordéon, deutscher Künstler
- 1971: Chris Avellone, US-amerikanischer Computerspieldesigner
- 1971: Torsten Stenzel, deutscher Musikproduzent und Komponist
- 1971ː Katrin Suder, deutsche Unternehmensberaterin, Staatssekretärin, Menschenrechtsaktivistin

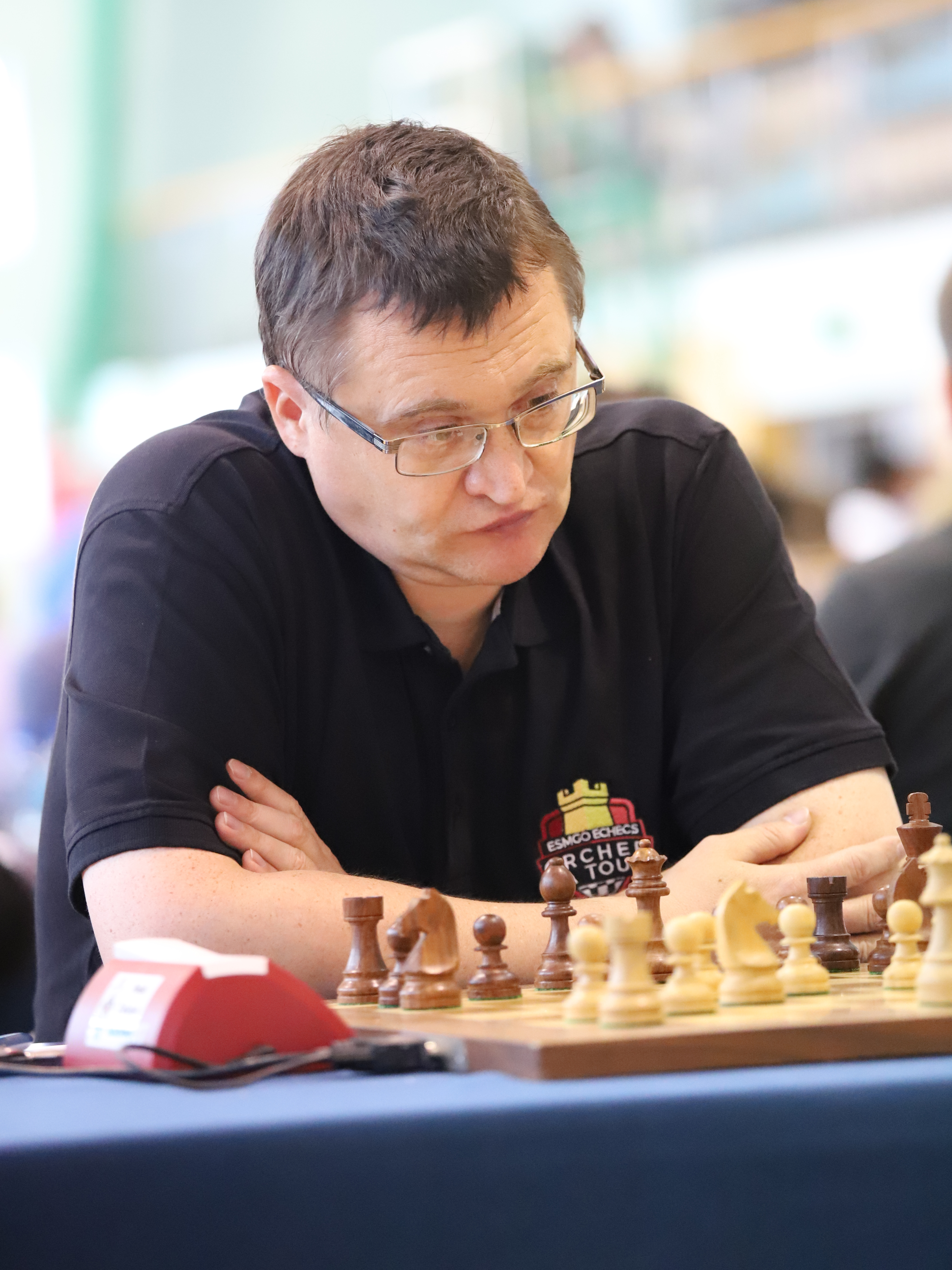
Aljaksej Fjodarau (* 1972)

- 1972: Aljaksej Fjodarau, belarussischer Schachspieler
- 1972: Steffen Henssler, deutscher Koch
- 1972: Gwyneth Paltrow, US-amerikanische Schauspielerin
- 1972: Melanie Wiegmann, deutsche Schauspielerin
- 1973: Stanislaw Alexejewitsch Posdnjakow, russischer Säbel-Fechter, Olympiasieger
- 1973: Der Wolf, deutscher Rapper und Discjockey
- 1973: Vratislav Lokvenc, tschechischer Fußballspieler
- 1974: Lodewijk Asscher, niederländischer Jurist und Politiker
- 1975: Krzysztof Nowak, polnischer Fußballspieler

#### 1976–2000
- 1976: Kristin Jahn, deutsche Theologin und Autorin

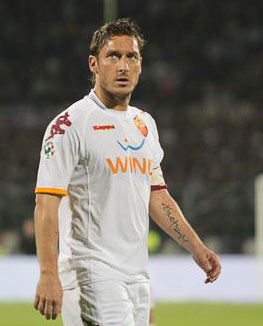
Francesco Totti (* 1976)

- 1976: Francesco Totti, italienischer Fußballspieler
- 1976: Katrin Weber, deutsche Shorttrackerin
- 1977: Lucas Bernardi, argentinischer Fußballspieler
- 1978: Brad Arnold, US-amerikanischer Sänger und Songschreiber
- 1978: Ani Lorak, ukrainische Sängerin
- 1979: Sonia Grandjean, Schweizer Fotomodell und Miss Schweiz 1998
- 1979: Simone Reuthal, deutsche Moderatorin
- 1980: Asashōryū Akinori, mongolischer Sumōkämpfer
- 1980: Elvin Beqiri, albanischer Fußballspieler
- 1980: Olivier Kapo, französischer Fußballspieler
- 1981: Neha Ahuja, indische Skirennläuferin
- 1981: Patrick Alphonse Bengondo, kamerunischer Fußballspieler
- 1981: Dennis Serano, belizischer Fußballspieler
- 1981: Mirjam Weichselbraun, österreichische Fernsehmoderatorin
- 1982: Arta Arnicane, lettische Pianistin
- 1982: Lil Wayne, US-amerikanischer Rapper
- 1982: Markus Rosenberg, schwedischer Fußballspieler
- 1982: Darrent Williams, US-amerikanischer American-Football-Spieler

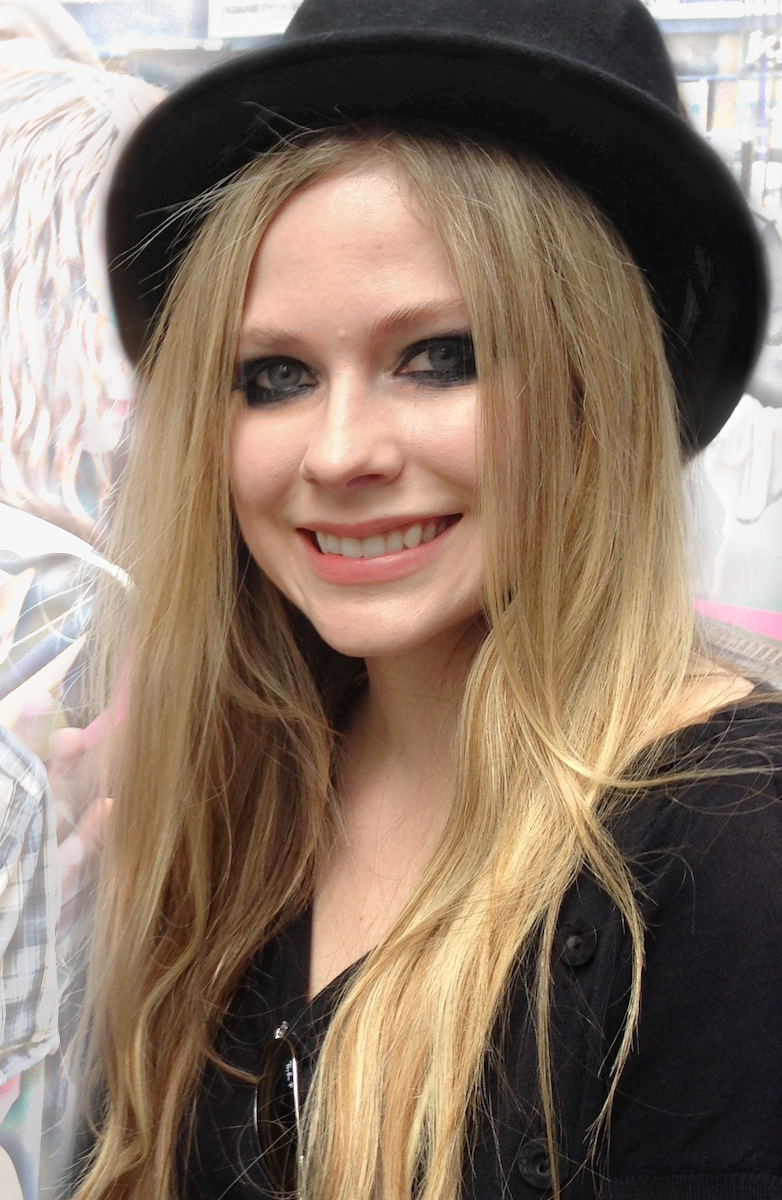
Avril Lavigne (* 1984)

- 1984: Avril Lavigne, kanadische Sängerin und Songwriterin
- 1984: C. R. Scott, deutsche Autorin
- 1984: Dalibor Stevanović, slowenischer Fußballspieler
- 1985: Ibrahim Touré, ivorischer Fußballspieler
- 1985: Janine Wulz, österreichische Studentenfunktionärin
- 1986: Alexandru Epureanu, moldauischer Fußballspieler
- 1986: Yasmin K., deutsche Sängerin
- 1986: Stéphane Ruffier, französischer Fußballtorwart
- 1986: Sebastian Thaler, österreichischer Kameramann
- 1986: Natasha Thomas, dänische Sängerin
- 1988: David Baramidze, deutscher Schachgroßmeister
- 1988: Ralf Fährmann, deutscher Fußballspieler
- 1988: Stephan Hain, deutscher Fußballspieler
- 1988: Alex Jones, britischer Autorennfahrer

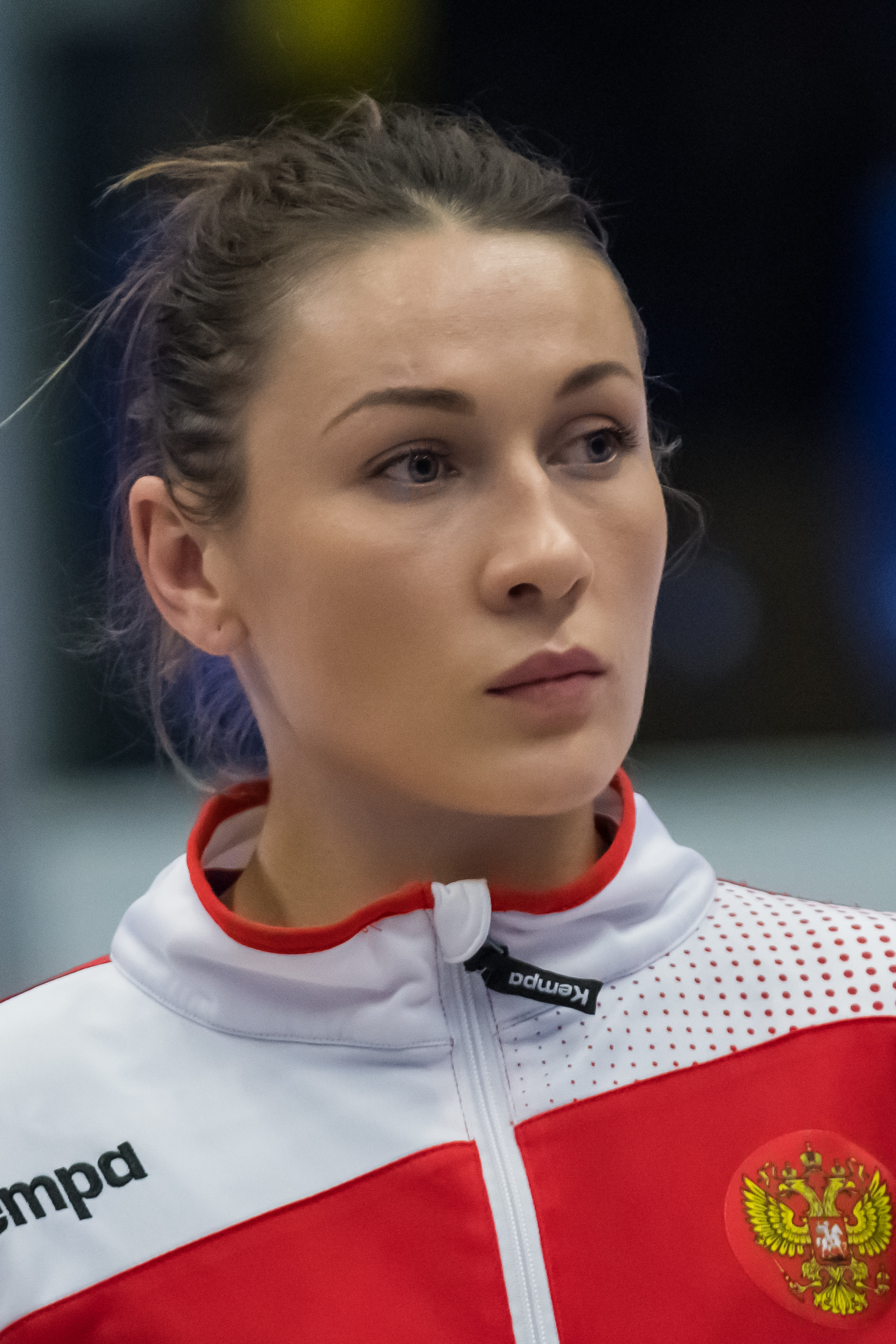
Julija Manaharowa (* 1988)

- 1988: Julija Manaharowa, ukrainische Handballspielerin
- 1988: Nicolás Terol, spanischer Motorradrennfahrer
- 1990: Sarah Grünheid, deutsche Fußballspielerin
- 1990: Hugo Houle, kanadischer Radrennfahrer
- 1991: Alexander Becker, deutscher Handballspieler
- 1991: Simona Halep, rumänische Tennisspielerin
- 1991: Marcel Halstenberg, deutscher Fußballspieler
- 1992: Luc Castaignos, niederländischer Fußballspieler
- 1992: Marie-Luise Stockinger, österreichische Schauspielerin
- 1992: Granit Xhaka, Schweizer Fußballspieler
- 1993: Patrick Mölleken, deutscher Schauspieler, Hörspiel- und Synchronsprecher
- 1993: Mónica Puig, puerto-ricanische Tennisspielerin
- 1995: Lena Beyerling, deutsche Schauspielerin
- 1995: Lina Leandersson, schwedische Schauspielerin
- 1995: Christian Wood, US-amerikanischer Basketballspieler
- 1997: Dirngulbai Misech, palauische Schwimmerin
- 1997: Ryōtarō Nakamura, japanischer Fußballspieler

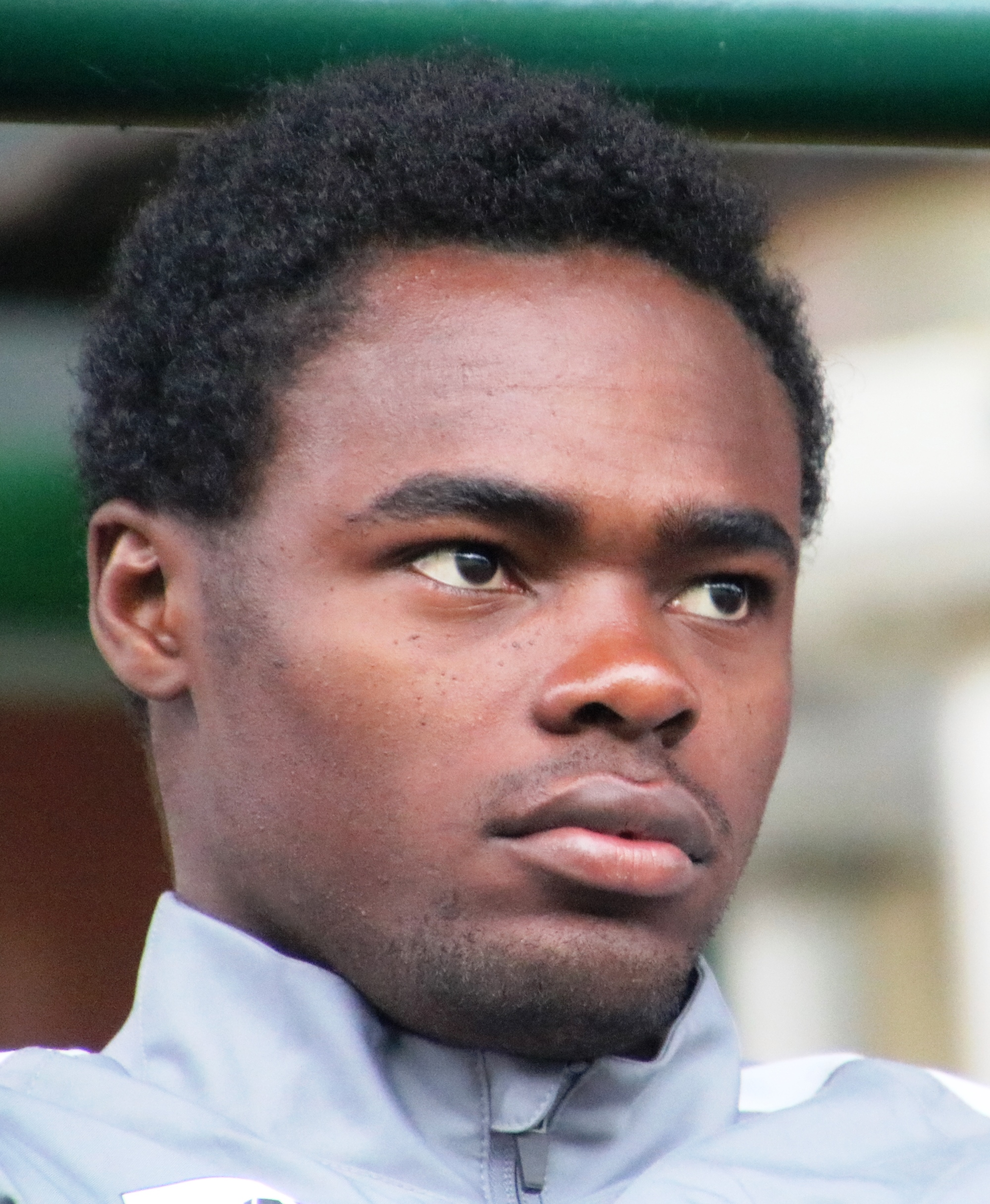
Dimitri Oberlin (* 1997)

- 1997: Dimitri Oberlin, Schweizer Fußballspieler
- 1998: Mohamed Issa, deutscher Schauspieler
- 1998: Magnus Oberhauser, österreichischer Biathlet
- 1999: Levin Liam, deutscher Schauspieler

### 21. Jahrhundert
- 2002: Jenna Ortega, US-amerikanische Schauspielerin
- 2002: Selina Vobian, deutsche Fußballspielerin

## Gestorben

### Vor dem 16. Jahrhundert
- 1046: Bystrík, Bischof und Märtyrer
- 1123: Dietrich I., Bischof von Naumburg
- 1141: Ibn al-ʿArīf, andalusischer Sufi
- 1145: Wilhelm von Mesen, Lateinischer Patriarch von Jerusalem
- 1162: Odo II., Herzog von Burgund
- 1168: Herbord, deutscher Mönch und Biograph
- 1249: Raimund VII. von Toulouse, Graf von Toulouse
- 1261: Plaisance von Antiochia, Königin und Regentin von Zypern sowie Regentin des Königreichs Jerusalem
- 1283: Renaud de Nanteuil, Bischof von Beauvais und Pair von Frankreich
- 1301: Takatsukasa Kanetada, Adliger am japanischen Hof
- 1304: John de Warenne, 6. Earl of Surrey, englischer Heerführer
- 1305: Agnes Gräfin von Württemberg, älteste Tochter von Ulrich I. von Württemberg und Mechthild von Baden
- 1351: Jan Volek, Propst von Vyšehrad, Bischof von Olmütz und Kanzler Johanns von Böhmen
- 1359: Johann III., Graf von Holstein-Kiel und Holstein-Plön
- 1391: Gottfried Travelmann, Lübecker Bürgermeister
- 1401: Michael von Prag, Prior der Kartausen Prag, Aggsbach und Geirach in der Untersteiermark sowie Visitator der oberdeutschen Ordensprovinz.
- 1404: William von Wykeham, englischer Politiker und Bischof von Winchester
- 1432: Guillaume de Montfort, Bischof von Saint-Malo
- 1452: Isabel de Mowbray, englische Adelige

### 16./17. Jahrhundert
- 1508: Simone del Pollaiuolo, italienischer Architekt der Renaissance
- 1508: Christoph von Zach, Bischof von Seckau
- 1529: Georg von der Pfalz, deutscher Bischof von Speyer
- 1547: Eleanor Brandon, englische Adelige
- 1557: Go-Nara, 105. Kaiser von Japan
- 1557: John Sackville, englischer Abgeordneter des Parlaments
- 1559: Tilemann Schnabel, deutscher evangelischer Theologe und Reformator
- 1576: Santi Buglioni, italienischer Bildhauer
- 1577: Diego de Covarrubias y Leyva, spanischer Kirchenjurist und Humanist
- 1583: Elisabeth Plainacher, Opfer der Wiener Hexenverfolgung

- 1590: Urban VII., Papst

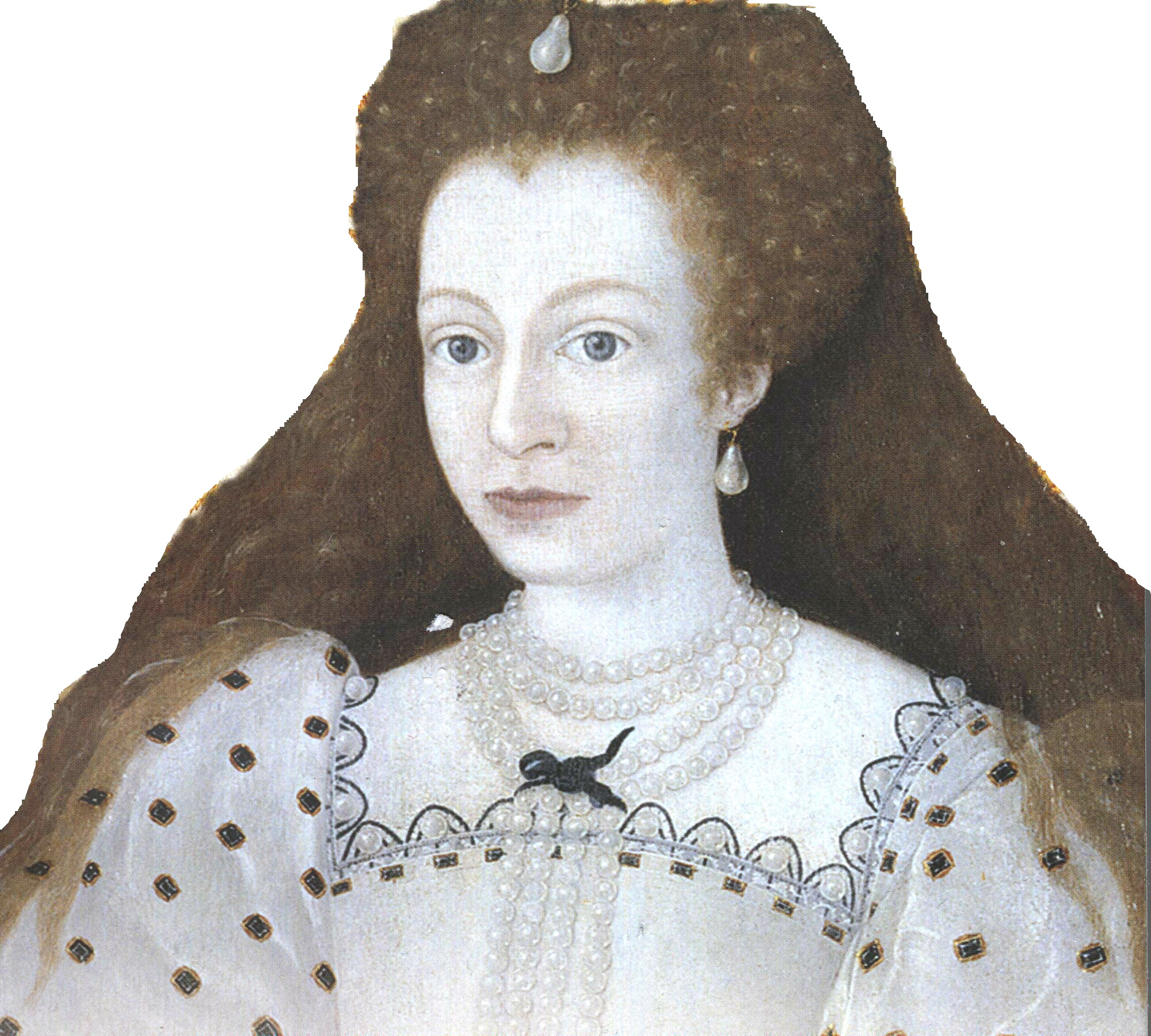
Arbella Stuart († 1615)

- 1602: Guy Éder de La Fontenelle, französischer Kriegsherr (* um 1572)
- 1606: William Douglas, 6. Earl of Morton, schottischer Peer
- 1615: Arbella Stuart, englische Adlige
- 1623: Johann VII., Graf von Nassau-Siegen
- 1651: Maximilian I., deutscher Herzog und Kurfürst von Bayern
- 1652: Sophie Hedwig von Schleswig-Holstein-Sonderburg-Glücksburg, holsteinische Prinzessin, designierte Herzogin von Sachsen-Zeitz
- 1654: Louis de Lorraine, duc de Joyeuse, Herzog von Joyeuse
- 1659: Andreas Tscherning, deutscher Lyriker und Literaturtheoretiker
- 1660: Vinzenz von Paul, Heiliger und Ordensgründer
- 1666: Georg Albrecht von Brandenburg-Kulmbach, deutscher Adeliger
- 1674: Thomas Traherne, englischer Dichter und Theologe
- 1686: Friedrich Plönnies, Lübecker Ratsherr
- 1700: Innozenz XII., Papst
- 1700: Georg Kaspar Kirchmaier, deutscher Universalgelehrter

### 18./19. Jahrhundert
- 1706: August Adolph von Haugwitz, deutscher Lyriker und Dramatiker
- 1711: Christian Geist, deutscher Organist und Komponist
- 1714: Thomas Britton, englischer Kohlenhändler und Hobbymusiker

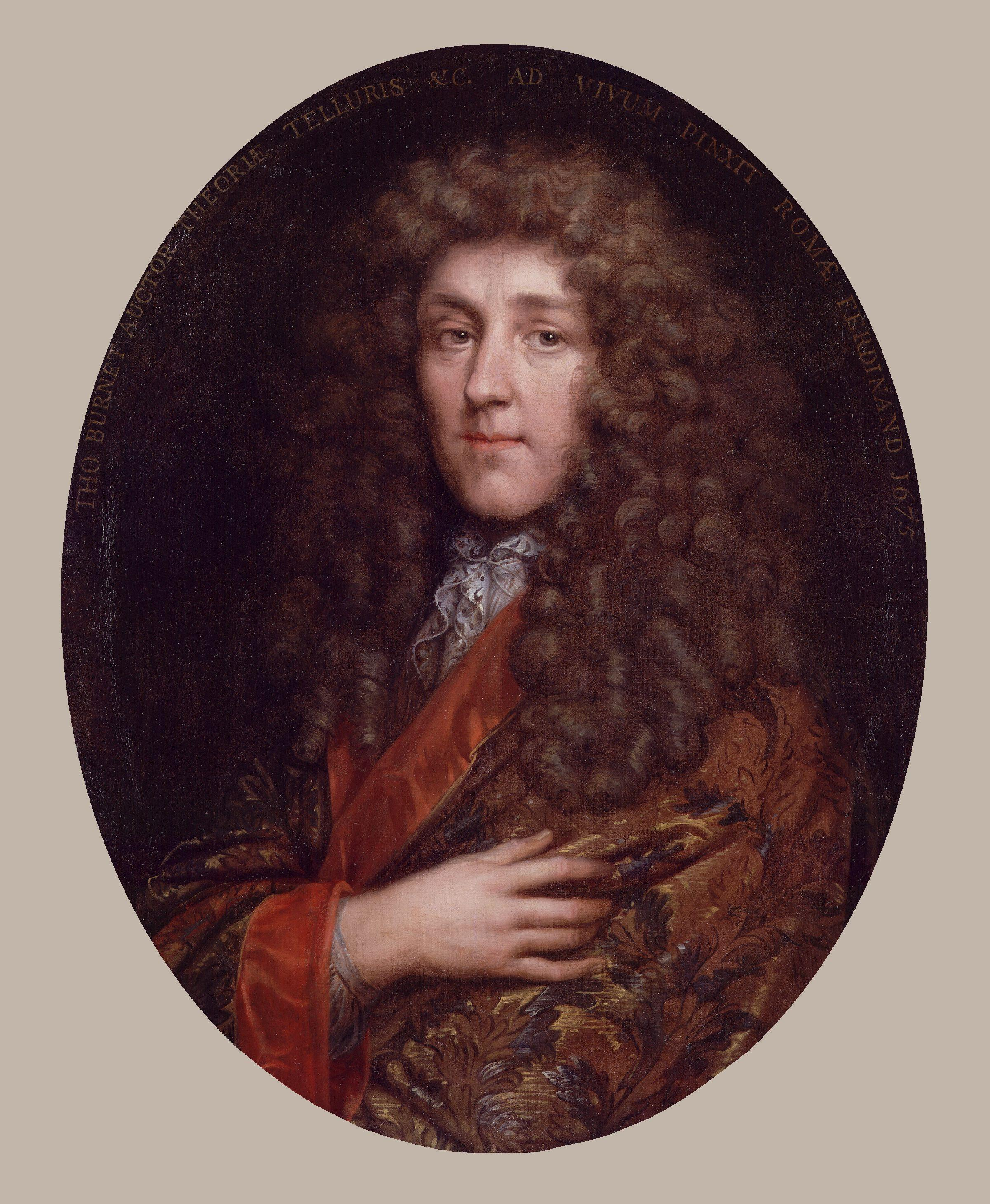
Thomas Burnet († 1715)

- 1715: Thomas Burnet, englischer Theologe
- 1719: Franz Daniel Pastorius, deutscher Jurist und Schriftsteller, Begründer der ersten deutschen Ansiedlung in Nordamerika
- 1728: Andrei Artamonowitsch Matwejew, russischer Diplomat
- 1735: Peter Artedi, schwedischer Naturforscher
- 1736: René Duguay-Trouin, französischer Freibeuter und Marineoffizier
- 1740: Johann Friedrich Grael, deutscher Baumeister
- 1747: Sigismund Andreas Cuno, deutscher Pädagoge und Heimatforscher
- 1749: August Müller, deutscher evangelisch-lutherischer Theologe
- 1788: Auguste Karoline von Braunschweig-Wolfenbüttel, Prinzessin von Württemberg
- 1790: Johann Jacob Sartorius, deutscher evangelischer Geistlicher und Pädagoge
- 1800: Hyacinthe Jadin, französischer Komponist
- 1822: Johann Gotthelf Leberecht Abel, deutscher Arzt und Kunstsammler

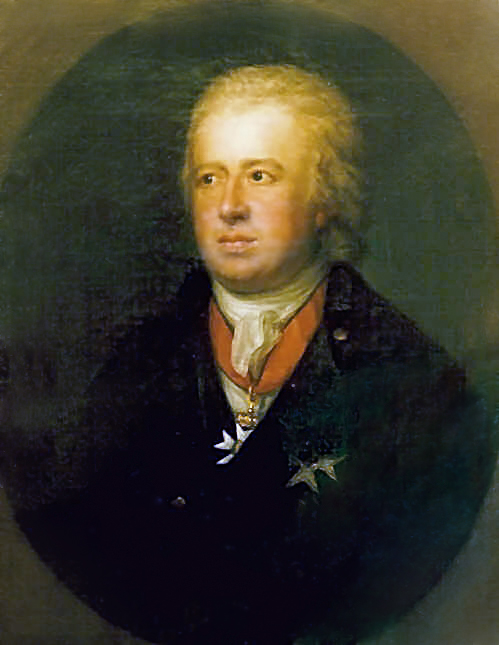
Johann Ernst von Alvensleben († 1827)

- 1827: Johann Ernst von Alvensleben, deutscher Staatsmann
- 1832: Karl Christian Friedrich Krause, deutscher Philosoph
- 1834: Elisa Radziwiłł, erste Liebe von Kaiser Wilhelm I.
- 1841: Nicholas Brown Jr., US-amerikanischer Geschäftsmann
- 1843: Burkhard Wilhelm Seiler, deutscher Mediziner
- 1852: Adolf Overweg, deutscher Astronom, Geologe und Afrikaforscher
- 1854: Peter Skene Ogden, kanadischer Trapper und Entdecker
- 1868: August Piepenhagen, deutscher Landschaftsmaler
- 1876: Braxton Bragg, General der Konföderierten im Amerikanischen Bürgerkrieg
- 1877: Bernhard von Arnswald, sächsischer Kammerherr und Schlosshauptmann
- 1883: Oswald Heer, Schweizer Paläontologe, Botaniker und Entomologe
- 1884: Jakob Bruderer, Schweizer Unternehmer und Politiker
- 1891: Iwan Alexandrowitsch Gontscharow, russischer Schriftsteller

### 20. Jahrhundert

#### 1901–1950
- 1903: Charles Gordon-Lennox, 6. Duke of Richmond, britischer Politiker
- 1904: Oskar Appelius, deutscher Architekt
- 1908: Friedrich Reindel, deutscher Scharfrichter
- 1908: Johanna Willborn, deutsche Pädagogin und Schriftstellerin
- 1913: Wilhelm Holtz, deutscher Physiker und Erfinder
- 1914: Robert von Pöhlmann, deutscher Althistoriker
- 1915: Caspar von Zumbusch, deutscher Bildhauer

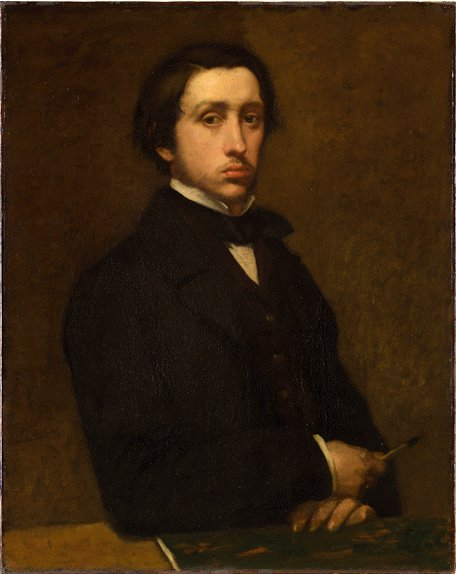
Edgar Degas († 1917)

- 1917: Edgar Degas, französischer Maler und Bildhauer
- 1921: Engelbert Humperdinck, deutscher Komponist klassischer Musik
- 1922: Philippe Godet, Schweizer Schriftsteller
- 1939: Abraham Bailey, US-amerikanischer Baseballspieler
- 1940: Helene Aeckerle, deutsche Autorin und Übersetzerin
- 1940: Julius Wagner-Jauregg, österreichischer Mediziner und Nobelpreisträger
- 1943: Albrecht Achilles, deutscher Offizier
- 1944: Helmut Bonnet, deutscher Zehnkämpfer
- 1944: Aristide Maillol, französischer Bildhauer, Maler und Grafiker
- 1945: Oscar Amoëdo y Valdes, kubanischer Arzt und Zahnarzt, Begründer der modernen forensischen Zahnmedizin
- 1947: Maurice Asselin, französischer Maler, Radierer, Lithograf und Aquarellist
- 1950: Emmy Gotzmann, deutsche Malerin des Nachimpressionismus
- 1950: William Huch, deutscher Schauspieler

#### 1951–1975
- 1951: Augusto de Vasconcelos, portugiesischer Arzt, Diplomat und Ministerpräsident
- 1953: Hans Fritzsche, deutscher Journalist und NS-Propagandamitarbeiter
- 1954: Maximilian von Weichs, deutscher Generalfeldmarschall
- 1956: Gerald Finzi, britischer Komponist

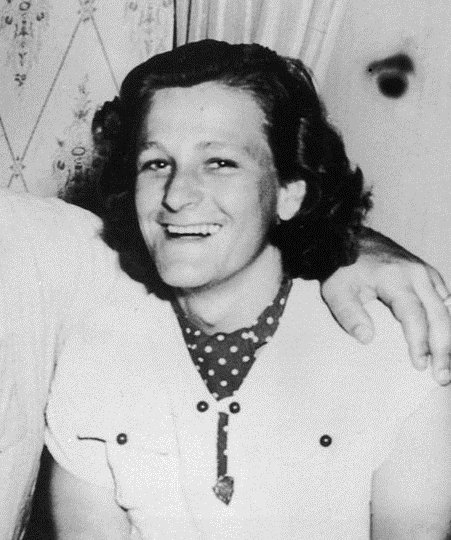
Babe Didrikson Zaharias († 1956)

- 1956: Babe Didrikson Zaharias, US-amerikanische Leichtathletin und Golferin
- 1957: Alois Schlögl, deutscher Landwirtschaftsfunktionär und Politiker
- 1958: Adolfo Salazar, spanischer Komponist, Musikkritiker und -wissenschaftler
- 1958: Albert Soergel, deutscher Literaturwissenschaftler
- 1959: Hans Grimm, deutscher Schriftsteller und Publizist
- 1959: Herman Wildenvey, norwegischer Lyriker
- 1960: Herman Nohl, deutscher Pädagoge und Philosoph

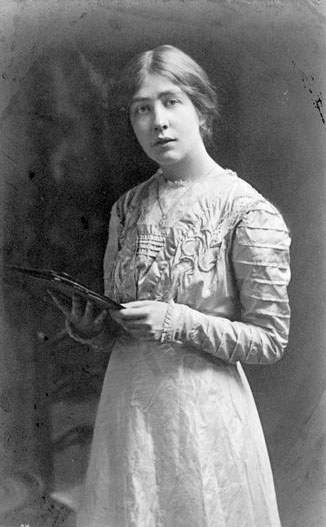
Sylvia Pankhurst († 1960)

- 1960: Sylvia Pankhurst, britische Frauenrechtlerin
- 1961: H. D., US-amerikanische Schriftstellerin
- 1965: Clara Bow, US-amerikanische Schauspielerin
- 1966: Lore Feldberg-Eber, deutsche Malerin
- 1967: Hilla von Rebay, elsässische Malerin
- 1967: Theodor Schwegler, römisch-katholischer Ordensgeistlicher
- 1968: Maria Niggemeyer, deutsche Politikerin
- 1970: Hermann Maas, christlicher Widerstandskämpfer, Theologe
- 1971: Douglas Copland, neuseeländisch-australischer Wirtschaftswissenschaftler und Diplomat
- 1971: Hermann Ehrhardt, deutschnationaler Militär- und Freikorpsführer
- 1971: Einar Ralf, schwedischer Opernsänger und Komponist
- 1972: Rory Storm, britischer Sänger
- 1972: S. R. Ranganathan, indischer Mathematiker und Bibliothekar
- 1975: Mary Achenbach, britisch-deutsche Malerin
- 1975: Maurice Feltin, französischer Geistlicher, Erzbischof von Bordeaux und Paris
- 1975: Charlie Monroe, US-amerikanischer Musiker

#### 1976–2000
- 1976: Hans Burgeff, deutscher Botaniker und Universitätsprofessor
- 1977ː Maria Rasputin, Tochter des russischen Mystikers Grigori Rasputin, Autorin
- 1979: Klara Caro, deutsche Frauenrechtlerin
- 1979: Jimmy McCulloch, britischer Musiker
- 1979: Pascal Pia, französischer Schriftsteller und Journalist
- 1980: Hans Czettel, österreichischer Politiker, stellvertretender Landeshauptmann von Niederösterreich
- 1981: Bronisław Malinowski, polnischer Leichtathlet, Olympiasieger

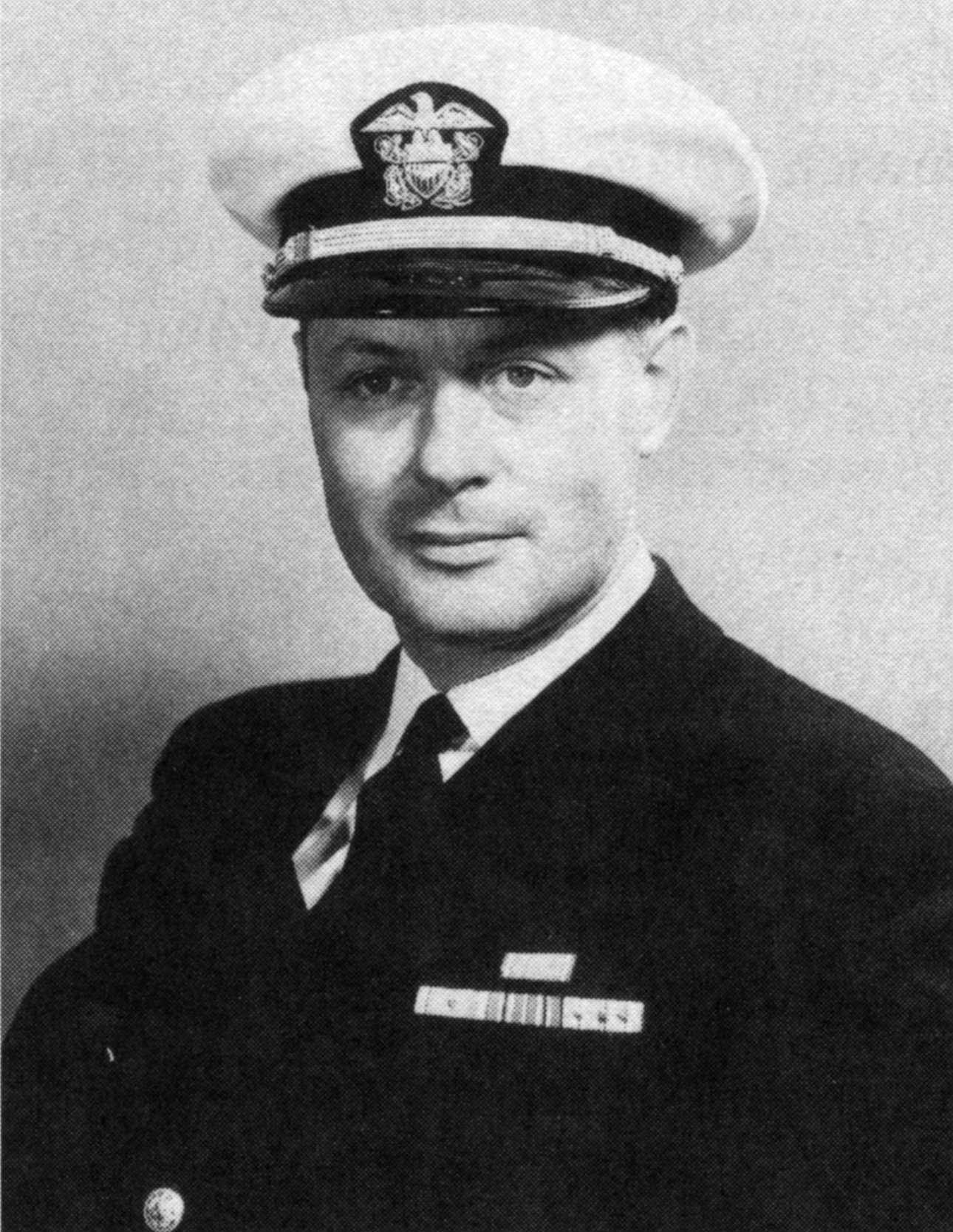
Robert Montgomery († 1981)

- 1981: Robert Montgomery, US-amerikanischer Schauspieler
- 1982: Thomas C. Chattoe, kanadischer Organist, Chorleiter und Musikpädagoge
- 1984: Friedrich Walz, deutscher Pfarrer, Kirchenlieddichter
- 1985: Lloyd Nolan, US-amerikanischer Schauspieler
- 1986: Cliff Burton, US-amerikanischer Musiker (Metallica)
- 1986: Éva Ruttkai, ungarische Schauspielerin
- 1989: Tanikawa Tetsuzō, japanischer Philosoph
- 1991: Karl-Heinz Köpcke, deutscher Nachrichtensprecher
- 1991: Stefan Kisielewski, polnischer Komponist und Schriftsteller

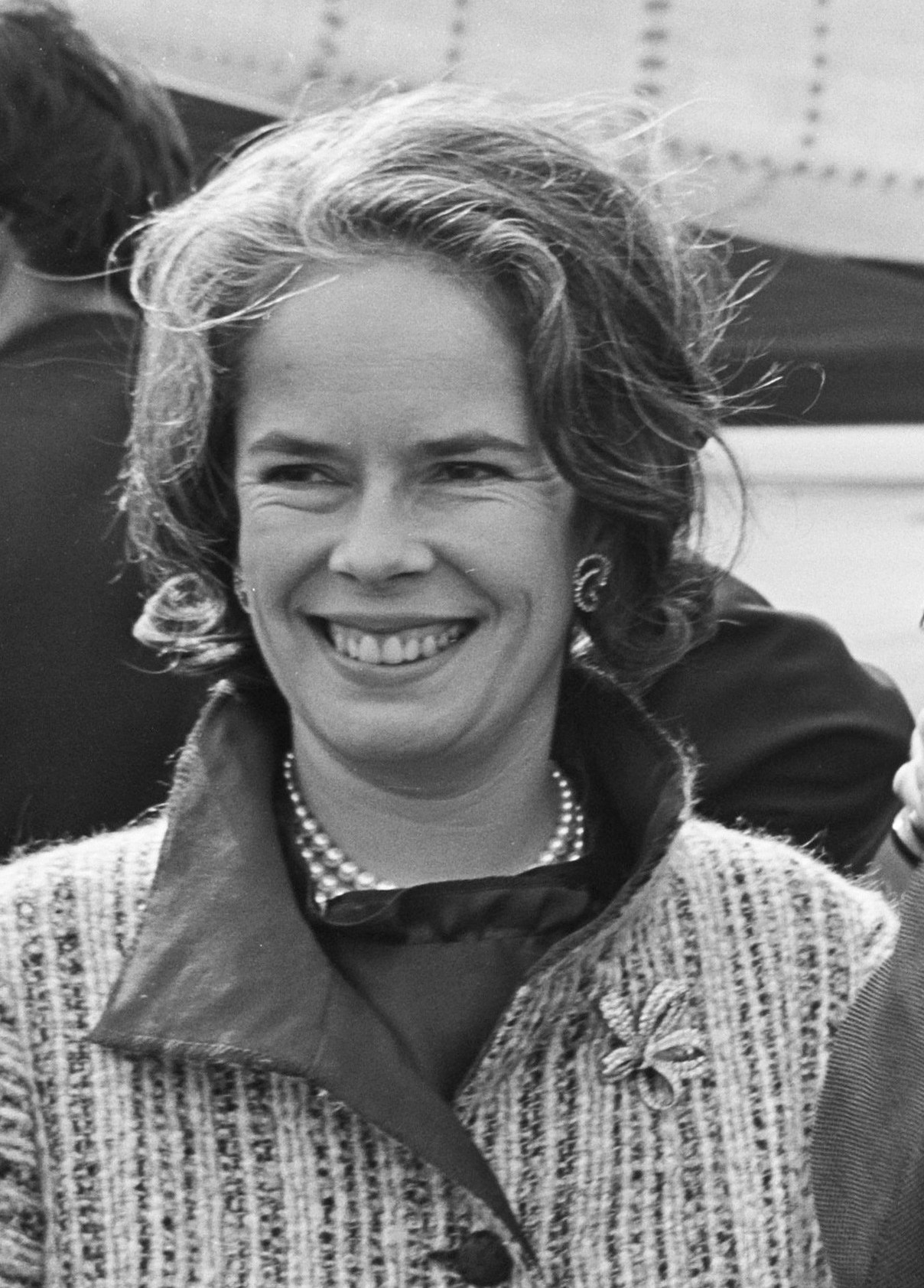
Oona O’Neill († 1991)

- 1991: Oona O’Neill, Ehefrau Charlie Chaplins
- 1992: Norbert Burger, österreichischer Politiker
- 1992: Hermann Neuberger, deutscher Fußballfunktionär, Präsident des Deutschen Fußball-Bundes
- 1993: James Harold Doolittle, US-amerikanischer General
- 1993: Agnes Jama, niederländische Pianistin und Komponistin
- 1996: Mohammed Nadschibullāh, afghanischer Staatspräsident
- 1997: Margot Mahler, deutsche Schauspielerin
- 1997: Rolf Ulrici, deutscher Schriftsteller
- 1998: Harald Vock, deutscher Regisseur und Drehbuchautor, Hörspielautor, Produzent und Journalist
- 1999: Selma Grieme, deutsche Leichtathletin

### 21. Jahrhundert
- 2001: Peter Bossard, Schweizer Unternehmer und Politiker, Regierungsrat
- 2001: Jean-Paul Flachsmann, Schweizer Politiker, Regierungsrat
- 2001: Monika Hutter, Schweizer Politikerin, Regierungsrätin
- 2001: Reno Nonsens, deutscher Komiker (Zum blauen Bock)
- 2003: Fay Helm, US-amerikanische Schauspielerin
- 2003: Jean Lucas, französischer Autorennfahrer
- 2003: Donald O’Connor, amerikanischer Schauspieler
- 2003: Friedrich Prinz, deutscher Historiker
- 2003: Claus Weyrosta, deutscher Architekt und Politiker, MdL
- 2004: Harry de Groot, niederländischer Komponist
- 2004: Pieter Jan Leeuwerink, niederländischer Volleyballspieler
- 2004: Tsai Wan-lin, taiwanischer Unternehmer
- 2006: Erwin Kremer, deutscher Rennfahrer und Rennstallbesitzer

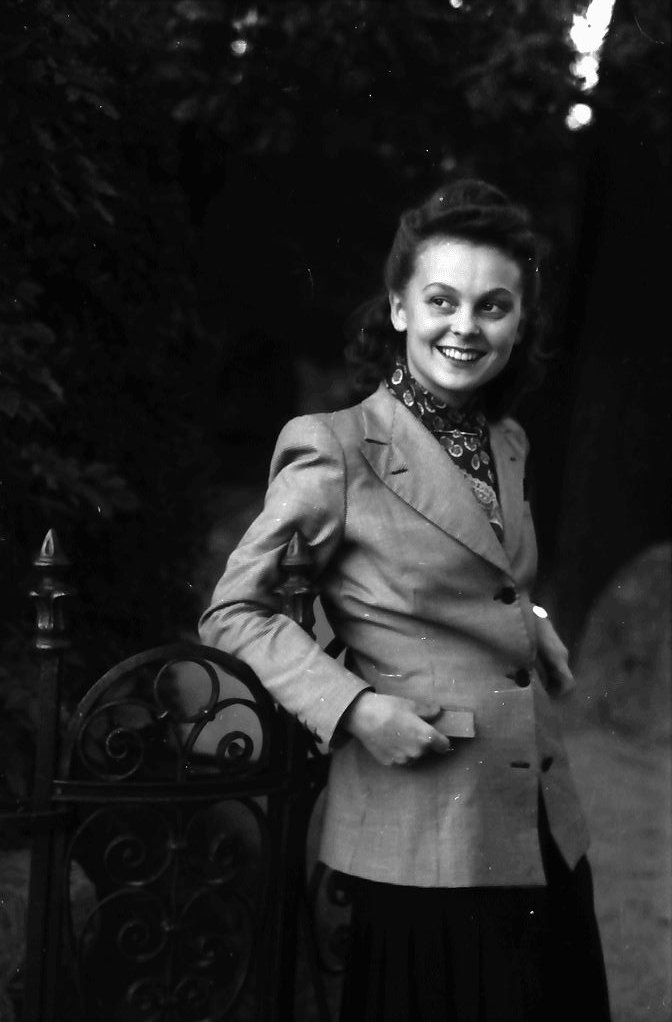
Bruni Löbel († 2006)

- 2006: Bruni Löbel, deutsche Schauspielerin
- 2007: R. Paul Drummond, US-amerikanischer Komponist und Musikpädagoge
- 2007: René Binggeli, Schweizer Radsportler
- 2007: Ilse Schwipper, deutsche Anarchafeministin
- 2009: Apostolos, griechischer Metropolit
- 2009: John Holmes, britischer Rugbyspieler
- 2009: Donal McLaughlin, US-amerikanischer Grafiker und Architekt
- 2009: William Safire, US-amerikanischer Publizist
- 2010: Carmelo Arden Quin, uruguayischer Künstler
- 2010: George Blanda, US-amerikanischer American-Football-Spieler
- 2010: Sally Menke, US-amerikanische Filmeditorin und Produzentin
- 2011: Imre Makovecz, ungarischer Architekt
- 2011: Johnnie Wright, US-amerikanischer Country-Musiker
- 2012: Bernhard von Arx, schweizerischer Schriftsteller
- 2012: Alexander Judajewitsch Gorelik, sowjetischer Eiskunstläufer
- 2012: R. B. Greaves, US-amerikanischer Sänger und Songwriter
- 2012: Hardt-Waltherr Hämer, deutscher Architekt
- 2012: Herbert Lom, britischer Schauspieler
- 2013: John Calvert, US-amerikanischer Zauberkünstler und Schauspieler
- 2013: Monique Hakim, französische Mathematikerin
- 2013: Jay Robinson, US-amerikanischer Schauspieler
- 2014: Maggy Domschke, deutsche Schauspielerin
- 2014: Jacqueline Stedall, britische Mathematikhistorikerin
- 2015: Pietro Ingrao, italienischer Journalist und Politiker, Präsident der Abgeordnetenkammer
- 2016: David Charles Hahn, US-amerikanischer Experimentator
- 2016: Scooter Patrick, US-amerikanischer Autorennfahrer
- 2017: Joy Fleming, deutsche Sängerin
- 2017: Hans Gerschwiler, Schweizer Eiskunstläufer

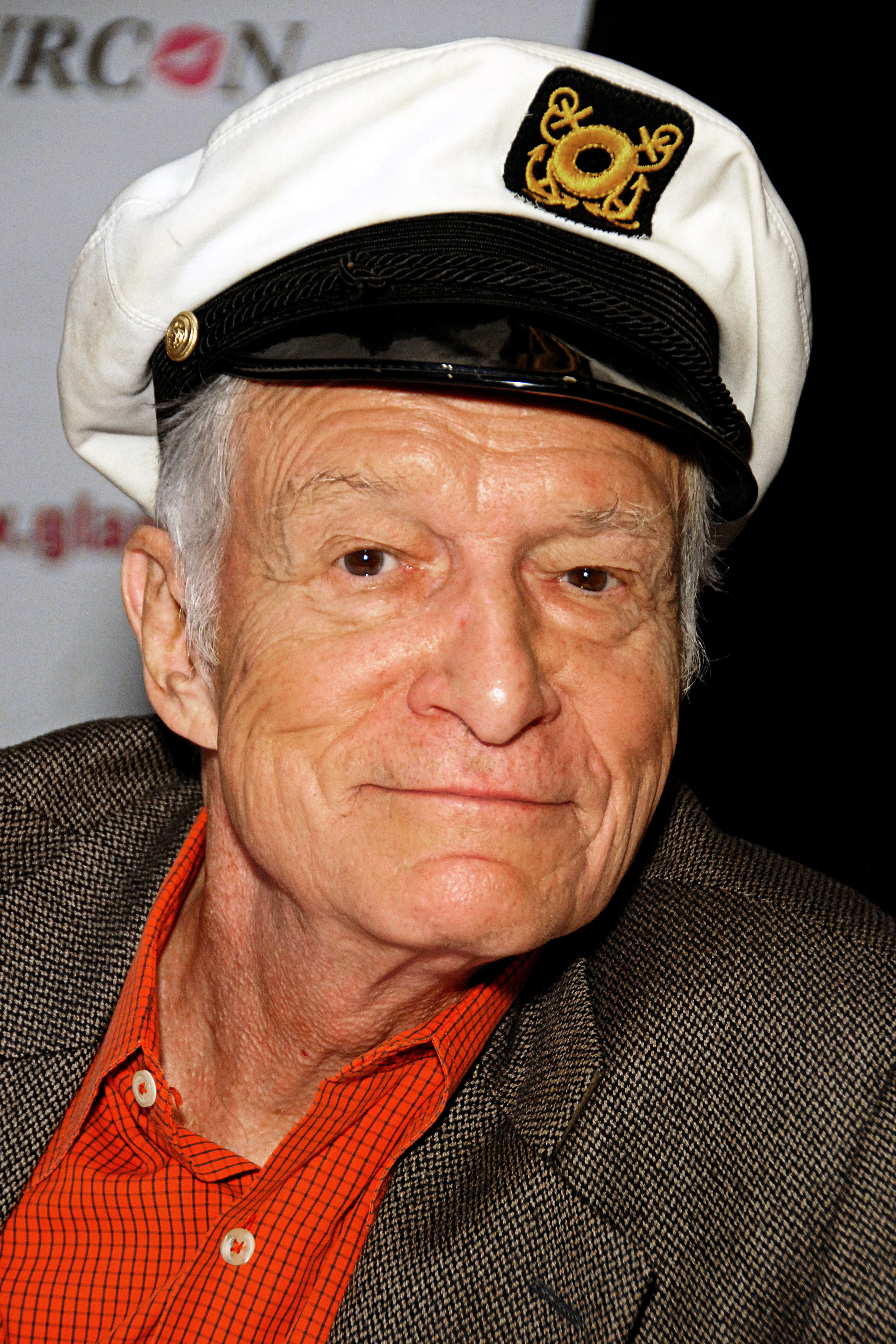
Hugh Hefner († 2017)

- 2017: Hugh Hefner, US-amerikanischer Verleger, Gründer und Chefredakteur des Playboys
- 2017: Zuzana Růžičková, tschechische Cembalistin und Hochschullehrerin
- 2018: Helga Michie, österreichisch-britische Künstlerin und Schriftstellerin
- 2018: Namkhai Norbu, tibetischer Autor, Historiker und Dzogchen-Meister
- 2018: Detlef Schmid, deutscher Informatiker
- 2019: Gerhard Hirschmann, österreichischer Politiker
- 2019: Anna Lang, deutsche Weberin und Schauspielerin
- 2020: Wolfgang Clement, deutscher Publizist und Politiker, MdL, Landesminister, Ministerpräsident von Nordrhein-Westfalen, Bundesminister
- 2020: Barclay Palmer, britischer Leichtathlet
- 2021: Roger Hunt, englischer Fußballspieler
- 2021: Heinz Lieven, deutscher Schauspieler
- 2021: Cecilia Lindqvist, schwedische Sinologin und Schriftstellerin
- 2022: Heinrich Gehring, deutscher Jurist
- 2022: Hans Selmair, deutscher Gastroenterologe
- 2023: Urs Frauchiger, Schweizer Musiktheoretiker, Autor und Cellist
- 2023: Mary Beth Ruskai, US-amerikanische mathematische Physikerin
- 2023: Michael Gambon, irisch-britischer Schauspieler
- 2024: Muriel Furrer, Schweizer Radrennfahrerin
- 2024: Hassan Nasrallah, libanesischer Kleriker und Politiker
- 2024: Maggie Smith, britische Schauspielerin

## Feier- und Gedenktage
- Kirchliche Gedenktage
  - Hl. Vinzenz von Paul, französischer Priester und Ordensgründer (evangelisch, anglikanisch, römisch-katholisch)
- Namenstage
  - Hiltrud von Lissies, Thilo

Weitere Einträge enthält die Liste von Gedenk- und Aktionstagen.